# Campeonato de Primera B Nacional 2015
El campeonato de Primera B Nacional 2015 fue la trigésima edición del torneo federal de segunda división del fútbol argentino. Dio comienzo el 14 de febrero y finalizó el 6 de diciembre. 
La cantidad de participantes se mantuvo en 22, al producirse el ascenso de diez equipos a la Primera División y el pasaje de otros tantos desde la tercera categoría, siete de ellos provenientes del Torneo Federal A y tres de la Primera B Metropolitana. Al término del torneo se determinaron dos ascensos, el primero para el campeón y el segundo a través de la disputa de un torneo reducido entre los equipos que ocuparon del segundo al quinto lugar de la tabla de posiciones final. Al mismo tiempo que descendieron los cuatro equipos peor ubicados en la tabla de promedios.
Los nuevos participantes fueron los cinco equipos que resultaron ganadores de zona del Torneo Federal A 2014: Guillermo Brown de Puerto Madryn, que volvió a la categoría después de su única participación anterior en la temporada 2011-12; Central Córdoba de Santiago del Estero, que regresó luego de haber tomado parte por última vez en la edición 1991-92; y los debutantes Sportivo Estudiantes de San Luis, Juventud Unida  de Gualeguaychú y Unión de Mar del Plata; sumados a los dos que ganaron el ascenso en la última fase del torneo, Atlético Paraná, de la ciudad homónima, y Gimnasia y Esgrima de Mendoza, que participaron también por primera vez en la categoría. Se agregaron a ellos los ganadores de zona del campeonato de Primera B 2014: Chacarita Juniors de la localidad de Villa Maipú, que retornó tras haber intervenido por última vez en 2011-12, y Los Andes de Lomas de Zamora, cuya última participación databa del torneo 2008-09; y el ganador del torneo reducido por el tercer ascenso de la misma división, Villa Dálmine de Campana, que volvió luego de haber participado por última vez en la edición 1992-93.
Fue campeón el Club Atlético Tucumán, que se consagró una fecha antes de la finalización del certamen, y obtuvo así su segundo título en la categoría y el segundo ascenso a la Primera División por esa vía.

## Ascensos y descensos
| Descendidos de la B Nacional 2014 |
| --------------------------------- |
| No hubo                           |

| Torneo    | Ascendidos a la B Nacional 2015 |
| --------- | ------------------------------- |
| Primera B | Chacarita Juniors               |
| Primera B | Los Andes                       |
| Primera B | Villa Dálmine                   |
| Federal A | Guillermo Brown                 |
| Federal A | Sportivo Estudiantes (SL)       |
| Federal A | Central Córdoba (SdE)           |
| Federal A | Juventud Unida (G)              |
| Federal A | Unión (MdP)                     |
| Federal A | Atlético Paraná                 |
| Federal A | Gimnasia y Esgrima (M)          |

| Pos        | Ascendidos a la Primera División 2015 |
| ---------- | ------------------------------------- |
| 1.º Zona A | Colón                                 |
| 2.º Zona A | San Martín (SJ)                       |
| 3.º Zona A | Argentinos Juniors                    |
| 4.º Zona A | Nueva Chicago                         |
| 5.º Zona A | Aldosivi                              |
| 1.º Zona B | Unión (SF)                            |
| 2.º Zona B | Crucero del Norte                     |
| 3.º Zona B | Temperley                             |
| 4.º Zona B | Sarmiento                             |
| 5.º Zona B | Huracán                               |

| Descendidos de la Primera División 2014 |
| --------------------------------------- |
| No hubo                                 |

## Equipos
| Equipo                  | Ciudad                | Estadio                           | Capacidad |
| ----------------------- | --------------------- | --------------------------------- | --------- |
| All Boys                | Buenos Aires          | Islas Malvinas                    | 21 500    |
| Atlético Paraná         | Paraná                | Pedro Mutio                       | 7000      |
| Atlético Tucumán        | San Miguel de Tucumán | Monumental José Fierro            | 32 700    |
| Boca Unidos             | Corrientes            | Leoncio Benítez                   | 8000      |
| Central Córdoba         | Santiago del Estero   | Alfredo Terrera                   | 16 000    |
| Chacarita Juniors       | Villa Maipú           | Chacarita Juniors                 | 20 844    |
| Douglas Haig            | Pergamino             | Miguel Morales                    | 15 000    |
| Ferro Carril Oeste      | Buenos Aires          | Arquitecto Ricardo Etcheverri     | 24 268    |
| Gimnasia y Esgrima      | Mendoza               | Víctor Antonio Legrotaglie        | 11 500    |
| Gimnasia y Esgrima      | San Salvador de Jujuy | 23 de agosto                      | 23 000    |
| Guaraní Antonio Franco  | Posadas               | Clemente A. Fernández de Oliveira | 12 000    |
| Guillermo Brown         | Puerto Madryn         | Raúl Conti                        | 15 000    |
| Independiente Rivadavia | Mendoza               | Bautista Gargantini               | 24 000    |
| Instituto               | Córdoba               | Juan Domingo Perón                | 32 000    |
| Juventud Unida          | Gualeguaychú          | De los Eucaliptos                 | 5000      |
| Los Andes               | Lomas de Zamora       | Eduardo Gallardón                 | 36 942    |
| Patronato               | Paraná                | Presbítero Bartolomé Grella       | 23 500    |
| Ramón Santamarina       | Tandil                | Municipal General San Martín      | 8762      |
| Sportivo Belgrano       | San Francisco         | Oscar C. Boero                    | 12 200    |
| Sportivo Estudiantes    | San Luis              | Juan Gilberto Funes               | 15 000    |
| Unión                   | Mar del Plata         | José María Minella                | 35 354    |
| Villa Dálmine           | Campana               | El Coliseo de Mitre y Puccini     | 11 250    |

### Distribución geográfica de los equipos
| Región                                   | Cant. | Equipos                                                      |
| ---------------------------------------- | ----- | ------------------------------------------------------------ |
| Interior de la provincia de Buenos Aires | 4     | Douglas Haig, Ramón Santamarina, Unión (MdP) y Villa Dálmine |
| Provincia de Entre Ríos                  | 3     | Atlético Paraná, Juventud Unida (G) y Patronato              |
| Ciudad de Buenos Aires                   | 2     | All Boys y Ferro Carril Oeste                                |
| Conurbano bonaerense                     | 2     | Chacarita Juniors y Los Andes                                |
| Provincia de Córdoba                     | 2     | Instituto y Sportivo Belgrano                                |
| Provincia de Mendoza                     | 2     | Gimnasia y Esgrima e Independiente Rivadavia                 |
| Provincia del Chubut                     | 1     | Guillermo Brown                                              |
| Provincia de Corrientes                  | 1     | Boca Unidos                                                  |
| Provincia de Jujuy                       | 1     | Gimnasia y Esgrima                                           |
| Provincia de Misiones                    | 1     | Guaraní Antonio Franco                                       |
| Provincia de San Luis                    | 1     | Sportivo Estudiantes                                         |
| Provincia de Santiago del Estero         | 1     | Central Córdoba                                              |
| Provincia de Tucumán                     | 1     | Atlético Tucumán                                             |

## Formato

### Competición
Se disputó un torneo de 42 fechas por el sistema de todos contra todos a dos ruedas, ida y vuelta.

### Ascensos
El campeón de la temporada ascendió a la Primera División. El segundo ascenso fue para el ganador de un torneo reducido jugado por los cuatro equipos que ocuparon del segundo al quinto lugar de la tabla final de posiciones.

### Descensos
Se determinaron mediante la tabla de promedios, conformada por el cociente entre los puntos obtenidos y los partidos jugados en las cuatro últimas temporadas.
Los cuatro últimos de dicha tabla descienden a su categoría de origen. En esta temporada, por ser todos los equipos indirectamente afiliados a la AFA, al Torneo Federal A.

### Clasificación a la Copa Argentina 2015-16
Los primeros 12 equipos de la tabla final de posiciones obtuvieron la clasificación a los treintaidosavos de final de la Copa Argentina 2015-16.

## Tabla de posiciones
| Pos. | Equipo                    | Pts. | PJ | PG | PE | PP | GF | GC | Dif. |
| ---- | ------------------------- | ---- | -- | -- | -- | -- | -- | -- | ---- |
| 01.º | Atlético Tucumán          | 85   | 42 | 24 | 13 | 5  | 69 | 31 | 38   |
| 02.º | Patronato                 | 82   | 42 | 23 | 13 | 6  | 60 | 24 | 36   |
| 03.º | Ferro Carril Oeste        | 67   | 42 | 18 | 13 | 11 | 44 | 37 | 7    |
| 04.º | Ramón Santamarina         | 66   | 42 | 18 | 12 | 12 | 54 | 40 | 14   |
| 05.º | Instituto                 | 62   | 42 | 15 | 17 | 10 | 48 | 38 | 10   |
| 06.º | Villa Dálmine             | 60   | 42 | 15 | 15 | 12 | 44 | 42 | 2    |
| 07.º | Atlético Paraná           | 58   | 42 | 16 | 10 | 16 | 50 | 46 | 4    |
| 08.º | Douglas Haig              | 58   | 42 | 14 | 16 | 12 | 45 | 46 | −1   |
| 09.º | Sportivo Estudiantes (SL) | 56   | 42 | 13 | 17 | 12 | 47 | 44 | 3    |
| 10.º | Gimnasia y Esgrima (J)    | 55   | 42 | 14 | 13 | 15 | 35 | 43 | −8   |
| 11.º | Los Andes                 | 54   | 42 | 12 | 18 | 12 | 46 | 49 | −3   |
| 12.º | Juventud Unida (G)        | 54   | 42 | 14 | 12 | 16 | 43 | 47 | −4   |
| 13.º | Boca Unidos               | 54   | 42 | 14 | 12 | 16 | 37 | 42 | −5   |
| 14.º | All Boys                  | 53   | 42 | 13 | 14 | 15 | 38 | 37 | 1    |
| 15.º | Central Córdoba (SdE)     | 51   | 42 | 12 | 15 | 15 | 37 | 44 | −7   |
| 16.º | Independiente Rivadavia   | 51   | 42 | 13 | 12 | 17 | 38 | 46 | −8   |
| 17.º | Guaraní Antonio Franco    | 50   | 42 | 13 | 11 | 18 | 38 | 43 | −5   |
| 18.º | Chacarita Juniors         | 50   | 42 | 13 | 11 | 18 | 49 | 62 | −13  |
| 19.º | Guillermo Brown           | 48   | 42 | 11 | 15 | 16 | 43 | 50 | −7   |
| 20.º | Gimnasia y Esgrima (M)    | 48   | 42 | 14 | 6  | 22 | 37 | 53 | −16  |
| 21.º | Sportivo Belgrano         | 40   | 42 | 9  | 13 | 20 | 36 | 50 | −14  |
| 22.º | Unión (MdP)               | 37   | 42 | 7  | 16 | 19 | 36 | 60 | −24  |

|  | Campeón. Ascendió a Primera División y clasificó a la Copa Argentina 2015-16.      |
|  | Clasificados al torneo reducido a Primera División, y a la Copa Argentina 2015-16. |
|  | Clasificados a la Copa Argentina 2015-16.                                          |

|  |

### Evolución de las posiciones

#### Primera rueda
| Equipo / Fecha       |      |      |      |      |      |      |      |      |      |      |      |      |      |      |      |      |      |      |      |      |      |
| Equipo / Fecha       | 01   | 02   | 03   | 04   | 05   | 06   | 07   | 08   | 09   | 10   | 11   | 12   | 13   | 14   | 15   | 16   | 17   | 18   | 19   | 20   | 21   |
| -------------------- | ---- | ---- | ---- | ---- | ---- | ---- | ---- | ---- | ---- | ---- | ---- | ---- | ---- | ---- | ---- | ---- | ---- | ---- | ---- | ---- | ---- |
| All Boys             | 10.º | 14.º | 16.º | 16.º | 17.º | 20.º | 20.º | 16.º | 16.º | 15.º | 18.º | 16.º | 18.º | 18.º | 20.º | 21.º | 22.º | 22.º | 21.º | 19.º | 15.º |
| Atlético Paraná      | 03.º | 02.º | 14.º | 19.º | 19.º | 12.º | 08.º | 12.º | 09.º | 10.º | 10.º | 10.º | 06.º | 07.º | 05.º | 06.º | 04.º | 05.º | 05.º | 04.º | 06.º |
| Atlético Tucumán     | 04.º | 03.º | 06.º | 01.º | 03.º | 03.º | 02.º | 08.º | 02.º | 04.º | 03.º | 02.º | 03.º | 03.º | 03.º | 03.º | 03.º | 03.º | 03.º | 03.º | 03.º |
| Boca Unidos          | 04.º | 11.º | 05.º | 11.º | 10.º | 10.º | 15.º | 18.º | 17.º | 16.º | 12.º | 11.º | 09.º | 06.º | 07.º | 09.º | 09.º | 07.º | 04.º | 07.º | 08.º |
| C. Córdoba (SdE)     | 21.º | 20.º | 21.º | 20.º | 20.º | 22.º | 22.º | 22.º | 22.º | 22.º | 21.º | 21.º | 20.º | 21.º | 19.º | 20.º | 18.º | 19.º | 18.º | 20.º | 21.º |
| Chacarita Juniors    | 12.º | 01.º | 01.º | 03.º | 08.º | 04.º | 04.º | 04.º | 07.º | 05.º | 06.º | 08.º | 10.º | 09.º | 10.º | 12.º | 12.º | 13.º | 15.º | 17.º | 17.º |
| Douglas Haig         | 17.º | 11.º | 12.º | 02.º | 11.º | 11.º | 10.º | 03.º | 08.º | 11.º | 13.º | 12.º | 12.º | 11.º | 12.º | 13.º | 14.º | 15.º | 16.º | 18.º | 19.º |
| Ferro Carril Oeste   | 16.º | 07.º | 10.º | 12.º | 05.º | 06.º | 11.º | 13.º | 13.º | 13.º | 14.º | 14.º | 16.º | 16.º | 17.º | 19.º | 17.º | 14.º | 13.º | 10.º | 07.º |
| Gimnasia (J)         | 04.º | 04.º | 08.º | 08.º | 02.º | 05.º | 12.º | 09.º | 03.º | 07.º | 09.º | 06.º | 08.º | 08.º | 09.º | 07.º | 05.º | 04.º | 06.º | 05.º | 04.º |
| Gimnasia (M)         | 17.º | 11.º | 13.º | 18.º | 12.º | 16.º | 18.º | 20.º | 15.º | 18.º | 17.º | 18.º | 14.º | 15.º | 14.º | 14.º | 10.º | 08.º | 09.º | 11.º | 12.º |
| Guaraní A. Franco    | 22.º | 21.º | 22.º | 22.º | 21.º | 17.º | 13.º | 10.º | 14.º | 14.º | 15.º | 15.º | 17.º | 17.º | 18.º | 17.º | 16.º | 17.º | 19.º | 15.º | 18.º |
| Guillermo Brown      | 17.º | 22.º | 17.º | 17.º | 18.º | 18.º | 19.º | 19.º | 20.º | 21.º | 19.º | 20.º | 19.º | 19.º | 15.º | 15.º | 19.º | 18.º | 17.º | 16.º | 16.º |
| Indep'te Rivadavia   | 17.º | 10.º | 04.º | 04.º | 13.º | 13.º | 09.º | 07.º | 10.º | 06.º | 08.º | 05.º | 04.º | 05.º | 06.º | 05.º | 07.º | 09.º | 11.º | 12.º | 11.º |
| Instituto            | 12.º | 04.º | 07.º | 07.º | 15.º | 15.º | 17.º | 17.º | 19.º | 19.º | 20.º | 19.º | 21.º | 20.º | 21.º | 16.º | 15.º | 16.º | 14.º | 13.º | 13.º |
| Juventud Unida (G)   | 04.º | 04.º | 15.º | 05.º | 06.º | 09.º | 07.º | 06.º | 05.º | 02.º | 05.º | 07.º | 07.º | 12.º | 13.º | 10.º | 11.º | 10.º | 08.º | 08.º | 09.º |
| Los Andes            | 12.º | 16.º | 09.º | 08.º | 01.º | 01.º | 01.º | 01.º | 01.º | 01.º | 02.º | 04.º | 05.º | 04.º | 04.º | 04.º | 06.º | 06.º | 07.º | 06.º | 05.º |
| Patronato            | 10.º | 18.º | 19.º | 14.º | 04.º | 02.º | 03.º | 02.º | 06.º | 03.º | 01.º | 01.º | 02.º | 02.º | 02.º | 01.º | 02.º | 01.º | 01.º | 02.º | 02.º |
| Ramón Santamarina    | 08.º | 14.º | 18.º | 13.º | 14.º | 14.º | 16.º | 14.º | 12.º | 07.º | 04.º | 03.º | 01.º | 01.º | 01.º | 02.º | 01.º | 02.º | 02.º | 01.º | 01.º |
| Sportivo Belgrano    | 12.º | 16.º | 20.º | 21.º | 22.º | 21.º | 21.º | 21.º | 21.º | 20.º | 22.º | 22.º | 22.º | 22.º | 22.º | 22.º | 21.º | 21.º | 22.º | 22.º | 22.º |
| Sp. Estudiantes (SL) | 02.º | 08.º | 02.º | 06.º | 07.º | 07.º | 05.º | 05.º | 04.º | 09.º | 07.º | 09.º | 11.º | 10.º | 08.º | 08.º | 08.º | 11.º | 12.º | 14.º | 14.º |
| Unión (MdP)          | 08.º | 19.º | 11.º | 15.º | 15.º | 19.º | 14.º | 15.º | 18.º | 17.º | 16.º | 17.º | 13.º | 14.º | 16.º | 18.º | 20.º | 20.º | 20.º | 21.º | 20.º |
| Villa Dálmine        | 01.º | 09.º | 03.º | 10.º | 09.º | 08.º | 06.º | 11.º | 10.º | 12.º | 11.º | 13.º | 15.º | 13.º | 11.º | 11.º | 13.º | 12.º | 10.º | 09.º | 10.º |

| 1. 2. 3. 4. 5. |

#### Segunda rueda
| Equipo / Fecha       |      |      |      |      |      |      |      |      |      |      |      |      |      |      |      |      |      |      |      |      |      |
| Equipo / Fecha       | 22   | 23   | 24   | 25   | 26   | 27   | 28   | 29   | 30   | 31   | 32   | 33   | 34   | 35   | 36   | 37   | 38   | 39   | 40   | 41   | 42   |
| -------------------- | ---- | ---- | ---- | ---- | ---- | ---- | ---- | ---- | ---- | ---- | ---- | ---- | ---- | ---- | ---- | ---- | ---- | ---- | ---- | ---- | ---- |
| All Boys             | 17.º | 16.º | 15.º | 16.º | 17.º | 16.º | 14.º | 17.º | 13.º | 12.º | 11.º | 12.º | 11.º | 12.º | 14.º | 14.º | 12.º | 14.º | 11.º | 10.º | 14.º |
| Atlético Paraná      | 07.º | 09.º | 10.º | 11.º | 14.º | 12.º | 10.º | 11.º | 11.º | 09.º | 10.º | 09.º | 10.º | 08.º | 09.º | 08.º | 08.º | 07.º | 07.º | 07.º | 07.º |
| Atlético Tucumán     | 03.º | 03.º | 03.º | 03.º | 03.º | 02.º | 03.º | 02.º | 02.º | 02.º | 02.º | 01.º | 01.º | 01.º | 01.º | 01.º | 01.º | 01.º | 01.º | 01.º | 01.º |
| Boca Unidos          | 10.º | 12.º | 13.º | 10.º | 13.º | 14.º | 16.º | 15.º | 16.º | 17.º | 18.º | 15.º | 15.º | 14.º | 12.º | 11.º | 13.º | 15.º | 15.º | 12.º | 13.º |
| C. Córdoba (SdE)     | 21.º | 19.º | 20.º | 20.º | 20.º | 21.º | 18.º | 19.º | 20.º | 20.º | 22.º | 22.º | 22.º | 22.º | 20.º | 20.º | 20.º | 19.º | 17.º | 18.º | 15.º |
| Chacarita Juniors    | 18.º | 22.º | 22.º | 22.º | 22.º | 20.º | 15.º | 14.º | 15.º | 18.º | 15.º | 17.º | 17.º | 15.º | 15.º | 13.º | 15.º | 13.º | 14.º | 17.° | 18.º |
| Douglas Haig         | 20.º | 18.º | 18.º | 14.º | 12.º | 09.º | 12.º | 10.º | 09.º | 10.º | 08.º | 07.º | 08.º | 09.º | 10.º | 09.º | 09.º | 10.º | 08.º | 08.º | 08.º |
| Ferro Carril Oeste   | 05.º | 05.º | 08.º | 07.º | 08.º | 06.º | 08.º | 08.º | 04.º | 04.º | 04.º | 04.º | 04.º | 04.º | 04.º | 04.º | 03.º | 03.º | 03.º | 03.º | 03.º |
| Gimnasia (J)         | 04.º | 04.º | 05.º | 05.º | 09.º | 10.º | 11.º | 12.º | 12.º | 13.º | 13.º | 13.º | 14.º | 16.º | 18.º | 18.º | 17.º | 16.º | 16.º | 13.° | 10.º |
| Gimnasia (M)         | 15.º | 14.º | 14.º | 15.º | 16.º | 15.º | 17.º | 16.º | 17.º | 19.º | 21.º | 18.º | 18.º | 18.º | 17.º | 17.º | 18.º | 18.º | 19.º | 20.° | 20.° |
| Guaraní A. Franco    | 19.º | 21.º | 19.º | 21.º | 15.º | 18.º | 20.º | 21.º | 22.º | 22.º | 20.º | 16.º | 16.º | 17.º | 16.º | 15.º | 16.º | 17.º | 18.º | 16.° | 17.° |
| Guillermo Brown      | 13.º | 17.º | 16.º | 17.º | 18.º | 17.º | 21.º | 22.º | 18.º | 14.º | 16.º | 19.º | 19.º | 19.º | 19.º | 19.º | 19.º | 20.º | 19.º | 19.º | 19.º |
| Indep'te Rivadavia   | 11.º | 13.º | 12.º | 12.º | 10.º | 11.º | 09.º | 09.º | 10.º | 11.º | 12.º | 10.º | 12.º | 13.º | 13.º | 16.º | 14.º | 12.º | 13.º | 15.° | 16.° |
| Instituto            | 12.º | 08.º | 06.º | 06.º | 07.º | 08.º | 06.º | 05.º | 06.º | 05.º | 05.º | 08.º | 06.º | 05.º | 05.º | 05.º | 05.º | 05.º | 05.º | 05.º | 05.º |
| Juventud Unida (G)   | 08.º | 06.º | 07.º | 08.º | 06.º | 07.º | 05.º | 07.º | 08.º | 08.º | 09.º | 11.º | 09.º | 10.º | 11.º | 12.º | 11.º | 11.º | 12.º | 14.° | 12.º |
| Los Andes            | 06.º | 07.º | 04.º | 04.º | 05.º | 05.º | 07.º | 06.º | 07.º | 06.º | 06.º | 05.º | 05.º | 06.º | 06.º | 07.º | 07.º | 09.º | 10.º | 11.º | 11.º |
| Patronato            | 01.º | 01.º | 01.º | 01.º | 01.º | 01.º | 01.º | 01.º | 01.º | 01.º | 01.º | 02.º | 02.º | 02.º | 02.º | 02.º | 02.º | 02.º | 02.º | 02.º | 02.º |
| Ramón Santamarina    | 02.º | 02.º | 02.º | 02.º | 02.º | 03.º | 02.º | 03.º | 03.º | 03.º | 03.º | 03.º | 03.º | 03.º | 03.º | 03.º | 04.º | 04.º | 04.º | 04.º | 04.º |
| Sportivo Belgrano    | 22.º | 20.º | 21.º | 19.º | 21.º | 22.º | 22.º | 20.º | 21.º | 21.º | 17.º | 20.º | 20.º | 20.º | 21.º | 21.º | 21.º | 21.º | 21.º | 21.° | 21.° |
| Sp. Estudiantes (SL) | 14.º | 11.º | 11.º | 13.º | 11.º | 13.º | 13.º | 13.º | 14.º | 15.º | 14.º | 14.º | 13.º | 11.º | 08.º | 10.º | 10.º | 08.º | 09.º | 09.º | 09.º |
| Unión (MdP)          | 16.º | 15.º | 17.º | 18.º | 19.º | 19.º | 19.º | 18.º | 19.º | 16.º | 19.º | 21.º | 21.º | 21.º | 22.º | 22.º | 22.º | 22.º | 22.º | 22.° | 22.° |
| Villa Dálmine        | 09.º | 10.º | 09.º | 09.º | 04.º | 04.º | 04.º | 04.º | 05.º | 07.º | 07.º | 06.º | 07.º | 07.º | 07.º | 06.º | 06.º | 06.º | 06.º | 06.º | 06.º |

| 1. 2. 3. |

## Resultados

### Primera rueda
| Douglas Haig              | 0 - 1 | Juventud Unida (G)      | Miguel Morales             | 13 de febrero | 19:00 |
| Sportivo Belgrano         | 0 - 0 | Chacarita Juniors       | Oscar C. Boero             | 13 de febrero | 21:05 |
| Gimnasia y Esgrima (J)    | 1 - 0 | Independiente Rivadavia | 23 de agosto               | 13 de febrero | 21:30 |
| Central Córdoba (SdE)     | 1 - 3 | Villa Dálmine           | Alfredo Terrera            | 13 de febrero | 22:00 |
| All Boys                  | 1 - 1 | Patronato               | Islas Malvinas             | 14 de febrero | 19:15 |
| Unión (MdP)               | 2 - 2 | Ramón Santamarina       | José María Minella         | 14 de febrero | 21:05 |
| Atlético Paraná           | 3 - 2 | Ferro Carril Oeste      | Pedro Mutio                | 14 de febrero | 21:30 |
| Boca Unidos               | 1 - 0 | Guillermo Brown         | Leoncio Benítez            | 15 de febrero | 17:00 |
| Los Andes                 | 0 - 0 | Instituto               | Eduardo Gallardón          | 15 de febrero | 17:00 |
| Sportivo Estudiantes (SL) | 2 - 0 | Guaraní Antonio Franco  | Juan Gilberto Funes        | 15 de febrero | 18:00 |
| Gimnasia y Esgrima (M)    | 0 - 1 | Atlético Tucumán        | Víctor Antonio Legrotaglie | 15 de febrero | 21:30 |

| Chacarita Juniors       | 3 - 1 | Unión (MdP)               | Chacarita Juniors             | 20 de febrero | 19:00 |
| Independiente Rivadavia | 3 - 2 | Sportivo Estudiantes (SL) | Bautista Gargantini           | 20 de febrero | 21:10 |
| All Boys                | 1 - 1 | Atlético Paraná           | Islas Malvinas                | 21 de febrero | 17:00 |
| Instituto               | 1 - 0 | Boca Unidos               | Juan Domingo Perón            | 21 de febrero | 19:15 |
| Ramón Santamarina       | 0 - 0 | Los Andes                 | Municipal General San Martín  | 21 de febrero | 21:30 |
| Guillermo Brown         | 0 - 1 | Gimnasia y Esgrima (M)    | Raúl Conti                    | 22 de febrero | 17:00 |
| Guaraní Antonio Franco  | 0 - 0 | Sportivo Belgrano         | C. A. Fernández de Oliveira   | 22 de febrero | 17:00 |
| Juventud Unida (G)      | 0 - 0 | Gimnasia y Esgrima (J)    | Guillermo Bonnín              | 22 de febrero | 17:00 |
| Atlético Tucumán        | 1 - 1 | Central Córdoba (SdE)     | Monumental José Fierro        | 22 de febrero | 19:00 |
| Patronato               | 0 - 1 | Douglas Haig              | Presbítero Bartolomé Grella   | 22 de febrero | 20:00 |
| Villa Dálmine           | 1 - 3 | Ferro Carril Oeste        | El Coliseo de Mitre y Puccini | 22 de febrero | 21:30 |

| Los Andes                 | 1 - 0 | Chacarita Juniors       | Eduardo Gallardón             | 27 de febrero | 17:10 |
| Douglas Haig              | 2 - 2 | All Boys                | Miguel Morales                | 27 de febrero | 21:30 |
| Atlético Paraná           | 0 - 2 | Villa Dálmine           | Pedro Mutio                   | 28 de febrero | 17:00 |
| Ferro Carril Oeste        | 1 - 1 | Atlético Tucumán        | Arquitecto Ricardo Etcheverri | 28 de febrero | 17:00 |
| Gimnasia y Esgrima (M)    | 2 - 2 | Instituto               | Víctor Antonio Legrotaglie    | 28 de febrero | 19:05 |
| Unión (MdP)               | 2 - 0 | Guaraní Antonio Franco  | José María Minella            | 28 de febrero | 21:10 |
| Gimnasia y Esgrima (J)    | 1 - 1 | Patronato               | 23 de agosto                  | 1 de marzo    | 17:00 |
| Boca Unidos               | 2 - 1 | Ramón Santamarina       | Leoncio Benítez               | 1 de marzo    | 17:00 |
| Sportivo Estudiantes (SL) | 3 - 1 | Juventud Unida (G)      | Juan Gilberto Funes           | 1 de marzo    | 18:00 |
| Central Córdoba (SdE)     | 1 - 2 | Guillermo Brown         | Alfredo Terrera               | 1 de marzo    | 18:00 |
| Sportivo Belgrano         | 0 - 1 | Independiente Rivadavia | Oscar C. Boero                | 1 de marzo    | 18:05 |

| Chacarita Juniors       | 2 - 1 | Boca Unidos               | Chacarita Juniors            | 6 de marzo | 17:00 |
| Atlético Tucumán        | 3 - 1 | Villa Dálmine             | Monumental José Fierro       | 6 de marzo | 22:00 |
| Guillermo Brown         | 2 - 2 | Ferro Carril Oeste        | Raúl Conti                   | 7 de marzo | 17:00 |
| All Boys                | 0 - 0 | Gimnasia y Esgrima (J)    | Islas Malvinas               | 7 de marzo | 19:05 |
| Instituto               | 0 - 0 | Central Córdoba (SdE)     | Juan Domingo Perón           | 7 de marzo | 20:00 |
| Ramón Santamarina       | 2 - 0 | Gimnasia y Esgrima (M)    | Municipal General San Martín | 7 de marzo | 21:10 |
| Guaraní Antonio Franco  | 1 - 1 | Los Andes                 | C. A. Fernández de Oliveira  | 8 de marzo | 17:00 |
| Juventud Unida (G)      | 2 - 0 | Sportivo Belgrano         | Guillermo Bonnín             | 8 de marzo | 17:00 |
| Independiente Rivadavia | 1 - 1 | Unión (MdP)               | Bautista Gargantini          | 8 de marzo | 18:00 |
| Patronato               | 2 - 0 | Sportivo Estudiantes (SL) | Presbítero Bartolomé Grella  | 8 de marzo | 20:00 |
| Douglas Haig            | 3 - 1 | Atlético Paraná           | Miguel Morales               | 8 de marzo | 21:30 |

| Sportivo Belgrano         | 1 - 3 | Patronato               | Oscar C. Boero                | 13 de marzo | 21:00 |
| Central Córdoba (SdE)     | 2 - 2 | Ramón Santamarina       | Alfredo Terrera               | 13 de marzo | 22:00 |
| Gimnasia y Esgrima (M)    | 2 - 1 | Chacarita Juniors       | Víctor Antonio Legrotaglie    | 14 de marzo | 16:00 |
| Boca Unidos               | 0 - 0 | Guaraní Antonio Franco  | Leoncio Benítez               | 14 de marzo | 16:00 |
| Ferro Carril Oeste        | 1 - 0 | Instituto               | Arquitecto Ricardo Etcheverri | 14 de marzo | 18:15 |
| Villa Dálmine             | 1 - 1 | Guillermo Brown         | El Coliseo de Mitre y Puccini | 14 de marzo | 19:30 |
| Atlético Paraná           | 1 - 1 | Atlético Tucumán        | Pedro Mutio                   | 14 de marzo | 20:30 |
| Unión (MdP)               | 2 - 2 | Juventud Unida (G)      | José María Minella            | 14 de marzo | 20:30 |
| Los Andes                 | 4 - 1 | Independiente Rivadavia | Eduardo Gallardón             | 15 de marzo | 16:00 |
| Gimnasia y Esgrima (J)    | 3 - 0 | Douglas Haig            | 23 de agosto                  | 15 de marzo | 17:00 |
| Sportivo Estudiantes (SL) | 0 - 0 | All Boys                | Juan Gilberto Funes           | 15 de marzo | 20:30 |

| Chacarita Juniors       | 2 - 0 | Central Córdoba (SdE)     | Chacarita Juniors            | 20 de marzo | 16:00 |
| All Boys                | 0 - 1 | Sportivo Belgrano         | Islas Malvinas               | 20 de marzo | 18:20 |
| Ramón Santamarina       | 0 - 0 | Ferro Carril Oeste        | Municipal General San Martín | 20 de marzo | 20:30 |
| Douglas Haig            | 0 - 0 | Sportivo Estudiantes (SL) | Miguel Morales               | 20 de marzo | 20:45 |
| Instituto               | 1 - 1 | Villa Dálmine             | Juan Domingo Perón           | 20 de marzo | 21:00 |
| Gimnasia y Esgrima (J)  | 2 - 3 | Atlético Paraná           | 23 de agosto                 | 20 de marzo | 21:30 |
| Independiente Rivadavia | 0 - 0 | Boca Unidos               | Bautista Gargantini          | 20 de marzo | 21:30 |
| Juventud Unida (G)      | 0 - 1 | Los Andes                 | Guillermo Bonnín             | 21 de marzo | 16:00 |
| Guillermo Brown         | 2 - 2 | Atlético Tucumán          | Raúl Conti                   | 21 de marzo | 16:00 |
| Guaraní Antonio Franco  | 5 - 1 | Gimnasia y Esgrima (M)    | C. A. Fernández de Oliveira  | 21 de marzo | 21:00 |
| Patronato               | 4 - 0 | Unión (MdP)               | Presbítero Bartolomé Grella  | 22 de marzo | 19:15 |

| Gimnasia y Esgrima (M)    | 1 - 3 | Independiente Rivadavia | Víctor Antonio Legrotaglie    | 24 de marzo | 17:00 |
| Villa Dálmine             | 1 - 0 | Ramón Santamarina       | El Coliseo de Mitre y Puccini | 24 de marzo | 19:00 |
| Ferro Carril Oeste        | 1 - 1 | Chacarita Juniors       | Arquitecto Ricardo Etcheverri | 24 de marzo | 19:15 |
| Boca Unidos               | 1 - 2 | Juventud Unida (G)      | Leoncio Benítez               | 25 de marzo | 16:00 |
| Unión (MdP)               | 2 - 1 | All Boys                | José María Minella            | 25 de marzo | 19:15 |
| Atlético Paraná           | 2 - 0 | Guillermo Brown         | Pedro Mutio                   | 25 de marzo | 20:00 |
| Sportivo Estudiantes (SL) | 1 - 0 | Gimnasia y Esgrima (J)  | Juan Gilberto Funes           | 25 de marzo | 20:00 |
| Sportivo Belgrano         | 1 - 2 | Douglas Haig            | Oscar C. Boero                | 25 de marzo | 21:00 |
| Central Córdoba (SdE)     | 1 - 2 | Guaraní Antonio Franco  | Alfredo Terrera               | 25 de marzo | 22:00 |
| Los Andes                 | 2 - 1 | Patronato               | Eduardo Gallardón             | 26 de marzo | 17:00 |
| Atlético Tucumán          | 3 - 1 | Instituto               | Monumental José Fierro        | 26 de marzo | 21:30 |

| Chacarita Juniors         | 1 - 0 | Villa Dálmine          | Chacarita Juniors            | 28 de marzo | 15:00 |
| Juventud Unida (G)        | 2 - 0 | Gimnasia y Esgrima (M) | Guillermo Bonnín             | 29 de marzo | 16:00 |
| Douglas Haig              | 5 - 0 | Unión (MdP)            | Miguel Morales               | 29 de marzo | 16:00 |
| Guaraní Antonio Franco    | 1 - 0 | Ferro Carril Oeste     | C. A. Fernández de Oliveira  | 29 de marzo | 16:05 |
| Gimnasia y Esgrima (J)    | 1 - 0 | Sportivo Belgrano      | 23 de agosto                 | 29 de marzo | 17:00 |
| Sportivo Estudiantes (SL) | 3 - 2 | Atlético Paraná        | Juan Gilberto Funes          | 29 de marzo | 17:00 |
| Independiente Rivadavia   | 2 - 0 | Central Córdoba (SdE)  | Bautista Gargantini          | 29 de marzo | 18:00 |
| Ramón Santamarina         | 1 - 0 | Atlético Tucumán       | Municipal General San Martín | 29 de marzo | 20:00 |
| All Boys                  | 1 - 0 | Los Andes              | Islas Malvinas               | 30 de marzo | 19:00 |
| Patronato                 | 4 - 1 | Boca Unidos            | Presbítero Bartolomé Grella  | 30 de marzo | 21:00 |
| Instituto                 | 1 - 1 | Guillermo Brown        | Juan Domingo Perón           | 30 de marzo | 21:00 |

| Los Andes              | 5 - 2 | Douglas Haig              | Eduardo Gallardón             | 4 de abril | 12:00 |
| Villa Dálmine          | 1 - 0 | Guaraní Antonio Franco    | El Coliseo de Mitre y Puccini | 4 de abril | 15:30 |
| Ferro Carril Oeste     | 1 - 0 | Independiente Rivadavia   | Arquitecto Ricardo Etcheverri | 4 de abril | 16:10 |
| Atlético Paraná        | 2 - 0 | Instituto                 | Pedro Mutio                   | 4 de abril | 17:00 |
| Boca Unidos            | 1 - 1 | All Boys                  | Leoncio Benítez               | 5 de abril | 16:00 |
| Gimnasia y Esgrima (M) | 1 - 0 | Patronato                 | Víctor Antonio Legrotaglie    | 5 de abril | 16:00 |
| Guillermo Brown        | 0 - 2 | Ramón Santamarina         | Raúl Conti                    | 5 de abril | 16:00 |
| Unión (MdP)            | 2 - 3 | Gimnasia y Esgrima (J)    | José María Minella            | 5 de abril | 17:00 |
| Central Córdoba (SdE)  | 0 - 0 | Juventud Unida (G)        | Alfredo Terrera               | 5 de abril | 18:00 |
| Sportivo Belgrano      | 1 - 1 | Sportivo Estudiantes (SL) | Oscar C. Boero                | 5 de abril | 18:15 |
| Atlético Tucumán       | 2 - 1 | Chacarita Juniors         | Monumental José Fierro        | 5 de abril | 19:15 |

| Juventud Unida (G)        | 2 - 1 | Ferro Carril Oeste     | De los Eucaliptos            | 11 de abril | 15:00 |
| Guaraní Antonio Franco    | 2 - 2 | Atlético Tucumán       | C. A. Fernández de Oliveira  | 11 de abril | 19:15 |
| Chacarita Juniors         | 2 - 0 | Guillermo Brown        | Chacarita Juniors            | 12 de abril | 13:00 |
| Gimnasia y Esgrima (J)    | 0 - 0 | Los Andes              | 23 de agosto                 | 12 de abril | 15:10 |
| Douglas Haig              | 1 - 2 | Boca Unidos            | Miguel Morales               | 12 de abril | 16:00 |
| Independiente Rivadavia   | 1 - 0 | Villa Dálmine          | Bautista Gargantini          | 12 de abril | 16:00 |
| Sportivo Estudiantes (SL) | 0 - 0 | Unión (MdP)            | Juan Gilberto Funes          | 12 de abril | 17:00 |
| Sportivo Belgrano         | 0 - 0 | Atlético Paraná        | Oscar C. Boero               | 12 de abril | 19:00 |
| Patronato                 | 2 - 0 | Central Córdoba (SdE)  | Presbítero Bartolomé Grella  | 12 de abril | 19:30 |
| All Boys                  | 2 - 0 | Gimnasia y Esgrima (M) | Islas Malvinas               | 13 de abril | 18:00 |
| Ramón Santamarina         | 1 - 0 | Instituto              | Municipal General San Martín | 13 de abril | 20:30 |

| Villa Dálmine          | 2 - 2 | Juventud Unida (G)        | El Coliseo de Mitre y Puccini | 18 de abril | 15:30 |
| Ferro Carril Oeste     | 0 - 1 | Patronato                 | Arquitecto Ricardo Etcheverri | 18 de abril | 16:15 |
| Unión (MdP)            | 4 - 0 | Sportivo Belgrano         | José María Minella            | 18 de abril | 17:00 |
| Atlético Paraná        | 0 - 1 | Ramón Santamarina         | Pedro Mutio                   | 18 de abril | 18:30 |
| Central Córdoba (SdE)  | 2 - 0 | All Boys                  | Alfredo Terrera               | 18 de abril | 18:30 |
| Los Andes              | 1 - 1 | Sportivo Estudiantes (SL) | Eduardo Gallardón             | 19 de abril | 14:10 |
| Boca Unidos            | 1 - 0 | Gimnasia y Esgrima (J)    | Leoncio Benítez               | 19 de abril | 16:00 |
| Guillermo Brown        | 2 - 0 | Guaraní Antonio Franco    | Raúl Conti                    | 19 de abril | 16:00 |
| Instituto              | 2 - 2 | Chacarita Juniors         | Juan Domingo Perón            | 19 de abril | 16:15 |
| Atlético Tucumán       | 2 - 0 | Independiente Rivadavia   | Monumental José Fierro        | 19 de abril | 20:45 |
| Gimnasia y Esgrima (M) | 2 - 0 | Douglas Haig              | Víctor Antonio Legrotaglie    | 20 de abril | 21:15 |

| All Boys                  | 0 - 0 | Ferro Carril Oeste     | Islas Malvinas              | 24 de abril | 20:10 |
| Juventud Unida (G)        | 0 - 1 | Atlético Tucumán       | De los Eucaliptos           | 25 de abril | 14:00 |
| Chacarita Juniors         | 1 - 3 | Ramón Santamarina      | Chacarita Juniors           | 25 de abril | 16:10 |
| Guaraní Antonio Franco    | 1 - 1 | Instituto              | C. A. Fernández de Oliveira | 25 de abril | 18:40 |
| Sportivo Belgrano         | 1 - 1 | Los Andes              | Oscar C. Boero              | 26 de abril | 14:30 |
| Douglas Haig              | 0 - 0 | Central Córdoba (SdE)  | Miguel Morales              | 26 de abril | 16:30 |
| Unión (MdP)               | 0 - 1 | Atlético Paraná        | José María Minella          | 26 de abril | 17:00 |
| Sportivo Estudiantes (SL) | 0 - 0 | Boca Unidos            | El Coliseo                  | 26 de abril | 17:00 |
| Patronato                 | 2 - 0 | Villa Dálmine          | Presbítero Bartolomé Grella | 26 de abril | 19:00 |
| Independiente Rivadavia   | 3 - 1 | Guillermo Brown        | Malvinas Argentinas         | 26 de abril | 19:00 |
| Gimnasia y Esgrima (J)    | 2 - 1 | Gimnasia y Esgrima (M) | 23 de agosto                | 27 de abril | 21:00 |

| Ferro Carril Oeste     | 0 - 1 | Douglas Haig              | Arquitecto Ricardo Etcheverri | 30 de abril | 20:15 |
| Los Andes              | 2 - 3 | Unión (MdP)               | Eduardo Gallardón             | 2 de mayo   | 14:00 |
| Guillermo Brown        | 2 - 1 | Juventud Unida (G)        | Raúl Conti                    | 2 de mayo   | 15:00 |
| Boca Unidos            | 1 - 0 | Sportivo Belgrano         | Leoncio Benítez               | 2 de mayo   | 15:30 |
| Gimnasia y Esgrima (M) | 2 - 0 | Sportivo Estudiantes (SL) | Víctor Antonio Legrotaglie    | 2 de mayo   | 16:00 |
| Atlético Paraná        | 3 - 1 | Chacarita Juniors         | Pedro Mutio                   | 2 de mayo   | 16:10 |
| Villa Dálmine          | 2 - 1 | All Boys                  | El Coliseo de Mitre y Puccini | 2 de mayo   | 19:00 |
| Instituto              | 0 - 1 | Independiente Rivadavia   | Juan Domingo Perón            | 2 de mayo   | 20:00 |
| Ramón Santamarina      | 2 - 0 | Guaraní Antonio Franco    | Municipal General San Martín  | 2 de mayo   | 20:30 |
| Atlético Tucumán       | 1 - 1 | Patronato                 | Monumental José Fierro        | 2 de mayo   | 21:00 |
| Central Córdoba (SdE)  | 2 - 0 | Gimnasia y Esgrima (J)    | Alfredo Terrera               | 2 de mayo   | 21:45 |

| Los Andes                 | 2 - 1 | Atlético Paraná        | Eduardo Gallardón           | 6 de mayo | 15:00 |
| Juventud Unida (G)        | 0 - 2 | Instituto              | De los Eucaliptos           | 6 de mayo | 15:15 |
| Sportivo Estudiantes (SL) | 2 - 2 | Central Córdoba (SdE)  | El Coliseo                  | 6 de mayo | 16:00 |
| Guaraní Antonio Franco    | 2 - 2 | Chacarita Juniors      | C. A. Fernández de Oliveira | 6 de mayo | 17:10 |
| Gimnasia y Esgrima (J)    | 1 - 1 | Ferro Carril Oeste     | 23 de agosto                | 6 de mayo | 19:15 |
| All Boys                  | 0 - 0 | Atlético Tucumán       | Islas Malvinas              | 6 de mayo | 19:15 |
| Unión (MdP)               | 0 - 2 | Boca Unidos            | José María Minella          | 6 de mayo | 20:05 |
| Douglas Haig              | 2 - 2 | Villa Dálmine          | Miguel Morales              | 6 de mayo | 20:30 |
| Sportivo Belgrano         | 3 - 0 | Gimnasia y Esgrima (M) | Oscar C. Boero              | 6 de mayo | 21:00 |
| Independiente Rivadavia   | 1 - 2 | Ramón Santamarina      | Bautista Gargantini         | 6 de mayo | 21:00 |
| Patronato                 | 0 - 0 | Guillermo Brown        | Presbítero Bartolomé Grella | 6 de mayo | 21:00 |

| Chacarita Juniors      | 0 - 0 | Independiente Rivadavia   | República de Italia           | 9 de mayo  | 16:10 |
| Guillermo Brown        | 1 - 0 | All Boys                  | Raúl Conti                    | 10 de mayo | 13:30 |
| Ferro Carril Oeste     | 0 - 3 | Sportivo Estudiantes (SL) | Arquitecto Ricardo Etcheverri | 10 de mayo | 15:00 |
| Villa Dálmine          | 0 - 0 | Gimnasia y Esgrima (J)    | El Coliseo de Mitre y Puccini | 10 de mayo | 15:30 |
| Boca Unidos            | 0 - 0 | Los Andes                 | Leoncio Benítez               | 10 de mayo | 15:40 |
| Gimnasia y Esgrima (M) | 1 - 0 | Unión (MdP)               | Víctor Antonio Legrotaglie    | 10 de mayo | 16:00 |
| Atlético Paraná        | 2 - 0 | Guaraní Antonio Franco    | Pedro Mutio                   | 10 de mayo | 16:00 |
| Central Córdoba (SdE)  | 1 - 0 | Sportivo Belgrano         | Alfredo Terrera               | 10 de mayo | 17:00 |
| Atlético Tucumán       | 2 - 1 | Douglas Haig              | Monumental José Fierro        | 10 de mayo | 17:45 |
| Instituto              | 0 - 1 | Patronato                 | Juan Domingo Perón            | 11 de mayo | 20:05 |
| Ramón Santamarina      | 3 - 0 | Juventud Unida (G)        | Municipal General San Martín  | 11 de mayo | 20:35 |

| Douglas Haig              | 1 - 1 | Guillermo Brown        | Miguel Morales              | 21 de mayo  | 20:35 |
| Independiente Rivadavia   | 0 - 0 | Guaraní Antonio Franco | Bautista Gargantini         | 22 de mayo  | 21:00 |
| Los Andes                 | 1 - 1 | Gimnasia y Esgrima (M) | Eduardo Gallardón           | 23 de mayo  | 11:30 |
| Juventud Unida (G)        | 2 - 1 | Chacarita Juniors      | De los Eucaliptos           | 23 de mayo  | 15:30 |
| All Boys                  | 0 - 2 | Instituto              | Islas Malvinas              | 23 de mayo  | 20:00 |
| Patronato                 | 2 - 0 | Ramón Santamarina      | Presbítero Bartolomé Grella | 24 de mayo  | 14:10 |
| Sportivo Estudiantes (SL) | 1 - 1 | Villa Dálmine          | Juan Gilberto Funes         | 24 de mayo  | 15:00 |
| Boca Unidos               | 3 - 1 | Atlético Paraná        | Leoncio Benítez             | 24 de mayo  | 15:10 |
| Gimnasia y Esgrima (J)    | 2 - 1 | Atlético Tucumán       | 23 de agosto                | 24 de mayo  | 16:20 |
| Sportivo Belgrano         | 3 - 1 | Ferro Carril Oeste     | Oscar C. Boero              | 24 de junio | 20:00 |
| Unión (MdP)               | 1 - 0 | Central Córdoba (SdE)  | José María Minella          | 24 de junio | 20:00 |

| Ramón Santamarina      | 2 - 1 | All Boys                  | Municipal General San Martín  | 29 de mayo | 20:00 |
| Chacarita Juniors      | 1 - 1 | Patronato                 | Chacarita Juniors             | 30 de mayo | 12:00 |
| Villa Dálmine          | 0 - 3 | Sportivo Belgrano         | El Coliseo de Mitre y Puccini | 30 de mayo | 15:30 |
| Ferro Carril Oeste     | 2 - 0 | Unión (MdP)               | Arquitecto Ricardo Etcheverri | 30 de mayo | 15:30 |
| Guaraní Antonio Franco | 3 - 1 | Juventud Unida (G)        | C. A. Fernández de Oliveira   | 30 de mayo | 21:00 |
| Atlético Paraná        | 2 - 1 | Independiente Rivadavia   | Pedro Mutio                   | 31 de mayo | 15:00 |
| Gimnasia y Esgrima (M) | 3 - 1 | Boca Unidos               | Víctor Antonio Legrotaglie    | 31 de mayo | 16:00 |
| Instituto              | 3 - 2 | Douglas Haig              | Juan Domingo Perón            | 31 de mayo | 16:30 |
| Atlético Tucumán       | 1 - 0 | Sportivo Estudiantes (SL) | Monumental José Fierro        | 31 de mayo | 17:10 |
| Guillermo Brown        | 0 - 1 | Gimnasia y Esgrima (J)    | Raúl Conti                    | 1 de junio | 15:00 |
| Central Córdoba (SdE)  | 2 - 0 | Los Andes                 | Alfredo Terrera               | 1 de junio | 19:00 |

| All Boys                  | 4 - 1 | Chacarita Juniors       | Islas Malvinas              | 6 de junio | 14:00 |
| Juventud Unida (G)        | 2 - 1 | Independiente Rivadavia | De los Eucaliptos           | 6 de junio | 14.30 |
| Gimnasia y Esgrima (M)    | 1 - 0 | Atlético Paraná         | Víctor Antonio Legrotaglie  | 6 de junio | 15:00 |
| Unión (MdP)               | 1 - 3 | Villa Dálmine           | José María Minella          | 6 de junio | 17:00 |
| Los Andes                 | 1 - 2 | Ferro Carril Oeste      | Eduardo Gallardón           | 7 de junio | 11:00 |
| Sportivo Estudiantes (SL) | 2 - 2 | Guillermo Brown         | El Coliseo                  | 7 de junio | 15:00 |
| Boca Unidos               | 2 - 0 | Central Córdoba (SdE)   | Leoncio Benítez             | 7 de junio | 15:30 |
| Gimnasia y Esgrima (J)    | 1 - 1 | Instituto               | 23 de agosto                | 7 de junio | 17:00 |
| Sportivo Belgrano         | 1 - 1 | Atlético Tucumán        | Oscar C. Boero              | 7 de junio | 18:00 |
| Patronato                 | 1 - 0 | Guaraní Antonio Franco  | Presbítero Bartolomé Grella | 7 de junio | 18:30 |
| Douglas Haig              | 1 - 1 | Ramón Santamarina       | Miguel Morales              | 8 de junio | 18:00 |

| Central Córdoba (SdE)   | 1 - 0 | Gimnasia y Esgrima (M)    | Alfredo Terrera               | 12 de junio | 22:00 |
| Ferro Carril Oeste      | 2 - 1 | Boca Unidos               | Arquitecto Ricardo Etcheverri | 13 de junio | 15:00 |
| Instituto               | 2 - 0 | Sportivo Estudiantes (SL) | Juan Domingo Perón            | 13 de junio | 15:00 |
| Atlético Paraná         | 1 - 1 | Juventud Unida (G)        | Pedro Mutio                   | 13 de junio | 16:00 |
| Guaraní Antonio Franco  | 0 - 0 | All Boys                  | C. A. Fernández de Oliveira   | 13 de junio | 21:00 |
| Guillermo Brown         | 1 - 0 | Sportivo Belgrano         | Raúl Conti                    | 14 de junio | 15:00 |
| Chacarita Juniors       | 0 - 0 | Douglas Haig              | Chacarita Juniors             | 14 de junio | 16:00 |
| Independiente Rivadavia | 0 - 2 | Patronato                 | Bautista Gargantini           | 14 de junio | 17:00 |
| Villa Dálmine           | 0 - 0 | Los Andes                 | El Coliseo de Mitre y Puccini | 14 de junio | 18:10 |
| Ramón Santamarina       | 3 - 0 | Gimnasia y Esgrima (J)    | Municipal General San Martín  | 14 de junio | 20:30 |
| Atlético Tucumán        | 1 - 1 | Unión (MdP)               | Monumental José Fierro        | 15 de junio | 20:30 |

| Gimnasia y Esgrima (M)    | 0 - 1 | Ferro Carril Oeste      | Víctor Antonio Legrotaglie  | 19 de junio | 21:00 |
| Sportivo Belgrano         | 0 - 0 | Instituto               | Oscar C. Boero              | 19 de junio | 21:00 |
| Los Andes                 | 1 - 0 | Atlético Tucumán        | Eduardo Gallardón           | 20 de junio | 14:00 |
| Unión (MdP)               | 1 - 1 | Guillermo Brown         | José María Minella          | 20 de junio | 16:00 |
| All Boys                  | 2 - 0 | Independiente Rivadavia | Islas Malvinas              | 20 de junio | 20:45 |
| Central Córdoba (SdE)     | 1 - 2 | Atlético Paraná         | Alfredo Terrera             | 20 de junio | 22:00 |
| Boca Unidos               | 0 - 1 | Villa Dálmine           | Leoncio Benítez             | 21 de junio | 15:30 |
| Douglas Haig              | 0 - 1 | Guaraní Antonio Franco  | Miguel Morales              | 21 de junio | 15:30 |
| Gimnasia y Esgrima (J)    | 3 - 2 | Chacarita Juniors       | 23 de agosto                | 21 de junio | 16:00 |
| Sportivo Estudiantes (SL) | 1 - 3 | Ramón Santamarina       | El Coliseo                  | 21 de junio | 18:15 |
| Patronato                 | 1 - 2 | Juventud Unida (G)      | Presbítero Bartolomé Grella | 21 de junio | 20:30 |

| Juventud Unida (G)      | 0 - 1 | All Boys                  | De los Eucaliptos             | 27 de junio | 14:00 |
| Chacarita Juniors       | 1 - 1 | Sportivo Estudiantes (SL) | Chacarita Juniors             | 27 de junio | 16:10 |
| Guillermo Brown         | 3 - 3 | Los Andes                 | Raúl Conti                    | 28 de junio | 14:00 |
| Villa Dálmine           | 2 - 1 | Gimnasia y Esgrima (M)    | El Coliseo de Mitre y Puccini | 28 de junio | 15:30 |
| Instituto               | 1 - 1 | Unión (MdP)               | Juan Domingo Perón            | 28 de junio | 16:00 |
| Guaraní Antonio Franco  | 0 - 2 | Gimnasia y Esgrima (J)    | C. A. Fernández de Oliveira   | 28 de junio | 16:00 |
| Atlético Paraná         | 0 - 2 | Patronato                 | Pedro Mutio                   | 28 de junio | 16:10 |
| Independiente Rivadavia | 1 - 0 | Douglas Haig              | Bautista Gargantini           | 28 de junio | 17:00 |
| Ferro Carril Oeste      | 1 - 0 | Central Córdoba (SdE)     | Arquitecto Ricardo Etcheverri | 28 de junio | 18:20 |
| Atlético Tucumán        | 3 - 1 | Boca Unidos               | Monumental José Fierro        | 28 de junio | 20:30 |
| Ramón Santamarina       | 0 - 0 | Sportivo Belgrano         | Municipal General San Martín  | 29 de junio | 20:30 |

| 1. 2. 3. 4. 5. 6. |

### Segunda rueda
| Instituto               | 3 - 0 | Los Andes                 | Juan Domingo Perón            | 3 de julio | 18:00 |
| Ferro Carril Oeste      | 1 - 0 | Atlético Paraná           | Arquitecto Ricardo Etcheverri | 3 de julio | 20:00 |
| Guaraní Antonio Franco  | 1 - 1 | Sportivo Estudiantes (SL) | C. A. Fernández de Oliveira   | 3 de julio | 21:00 |
| Patronato               | 1 - 0 | All Boys                  | Presbítero Bartolomé Grella   | 3 de julio | 21:00 |
| Atlético Tucumán        | 1 - 0 | Gimnasia y Esgrima (M)    | Monumental José Fierro        | 3 de julio | 22:00 |
| Guillermo Brown         | 2 - 0 | Boca Unidos               | Raúl Conti                    | 4 de julio | 14:00 |
| Ramón Santamarina       | 0 - 1 | Unión (MdP)               | Municipal General San Martín  | 4 de julio | 14:00 |
| Villa Dálmine           | 1 - 1 | Central Córdoba (SdE)     | El Coliseo de Mitre y Puccini | 4 de julio | 14:00 |
| Chacarita Juniors       | 0 - 0 | Sportivo Belgrano         | Chacarita Juniors             | 4 de julio | 14:00 |
| Juventud Unida (G)      | 0 - 0 | Douglas Haig              | De los Eucaliptos             | 4 de julio | 14:30 |
| Independiente Rivadavia | 0 - 0 | Gimnasia y Esgrima (J)    | Bautista Gargantini           | 4 de julio | 20:00 |

| Gimnasia y Esgrima (M)    | 2 - 1 | Guillermo Brown         | Víctor Antonio Legrotaglie    | 8 de julio | 14:00 |
| Boca Unidos               | 0 - 1 | Instituto               | Leoncio Benítez               | 8 de julio | 15:00 |
| Sportivo Estudiantes (SL) | 1 - 0 | Independiente Rivadavia | El Coliseo                    | 8 de julio | 15:30 |
| Unión (MdP)               | 4 - 1 | Chacarita Juniors       | José María Minella            | 8 de julio | 17:10 |
| Atlético Paraná           | 0 - 1 | All Boys                | Pedro Mutio                   | 8 de julio | 19:15 |
| Sportivo Belgrano         | 1 - 0 | Guaraní Antonio Franco  | Oscar C. Boero                | 8 de julio | 20:00 |
| Ferro Carril Oeste        | 1 - 1 | Villa Dálmine           | Arquitecto Ricardo Etcheverri | 8 de julio | 20:00 |
| Douglas Haig              | 2 - 1 | Patronato               | Miguel Morales                | 8 de julio | 20:15 |
| Central Córdoba (SdE)     | 3 - 2 | Atlético Tucumán        | Alfredo Terrera               | 8 de julio | 21:30 |
| Gimnasia y Esgrima (J)    | 1 - 4 | Juventud Unida (G)      | 23 de agosto                  | 8 de julio | 21:30 |
| Los Andes                 | 0 - 0 | Ramón Santamarina       | Eduardo Gallardón             | 9 de julio | 15:00 |

| Guillermo Brown         | 2 - 2 | Central Córdoba (SdE)     | Raúl Conti                    | 12 de julio | 15:00 |
| Villa Dálmine           | 2 - 1 | Atlético Paraná           | El Coliseo de Mitre y Puccini | 12 de julio | 15:00 |
| Juventud Unida (G)      | 1 - 1 | Sportivo Estudiantes (SL) | De los Eucaliptos             | 12 de julio | 15:00 |
| Instituto               | 2 - 0 | Gimnasia y Esgrima (M)    | Juan Domingo Perón            | 12 de julio | 16:00 |
| Guaraní Antonio Franco  | 1 - 0 | Unión (MdP)               | C. A. Fernández de Oliveira   | 12 de julio | 16:00 |
| All Boys                | 2 - 2 | Douglas Haig              | Islas Malvinas                | 12 de julio | 17:00 |
| Atlético Tucumán        | 3 - 0 | Ferro Carril Oeste        | Monumental José Fierro        | 12 de julio | 17:10 |
| Patronato               | 2 - 0 | Gimnasia y Esgrima (J)    | Presbítero Bartolomé Grella   | 12 de julio | 19:15 |
| Ramón Santamarina       | 2 - 0 | Boca Unidos               | Municipal General San Martín  | 12 de julio | 21:30 |
| Chacarita Juniors       | 1 - 2 | Los Andes                 | Chacarita Juniors             | 13 de julio | 15:00 |
| Independiente Rivadavia | 1 - 1 | Sportivo Belgrano         | Bautista Gargantini           | 13 de julio | 20:00 |

| Boca Unidos               | 4 - 1 | Chacarita Juniors       | Leoncio Benítez               | 17 de julio | 15:00 |
| Ferro Carril Oeste        | 1 - 1 | Guillermo Brown         | Arquitecto Ricardo Etcheverri | 17 de julio | 17:10 |
| Gimnasia y Esgrima (J)    | 0 - 0 | All Boys                | 23 de agosto                  | 17 de julio | 19:20 |
| Los Andes                 | 2 - 0 | Guaraní Antonio Franco  | Eduardo Gallardón             | 18 de julio | 14:00 |
| Atlético Paraná           | 1 - 2 | Douglas Haig            | Pedro Mutio                   | 18 de julio | 16:00 |
| Sportivo Estudiantes (SL) | 0 - 1 | Patronato               | El Coliseo                    | 19 de julio | 15:10 |
| Sportivo Belgrano         | 1 - 0 | Juventud Unida (G)      | Oscar C. Boero                | 19 de julio | 15:30 |
| Gimnasia y Esgrima (M)    | 0 - 0 | Ramón Santamarina       | Víctor Antonio Legrotaglie    | 19 de julio | 17:20 |
| Central Córdoba (SdE)     | 1 - 1 | Instituto               | Alfredo Terrera               | 19 de julio | 17:30 |
| Villa Dálmine             | 1 - 2 | Atlético Tucumán        | El Coliseo de Mitre y Puccini | 19 de julio | 19:30 |
| Unión (MdP)               | 0 - 0 | Independiente Rivadavia | José María Minella            | 19 de julio | 20:00 |

| Independiente Rivadavia | 1 - 0 | Los Andes                 | Bautista Gargantini          | 24 de julio | 15:00 |
| Chacarita Juniors       | 1 - 0 | Gimnasia y Esgrima (M)    | Chacarita Juniors            | 25 de julio | 12:00 |
| Guillermo Brown         | 0 - 1 | Villa Dálmine             | Raúl Conti                   | 25 de julio | 15:00 |
| Instituto               | 0 - 0 | Ferro Carril Oeste        | Juan Domingo Perón           | 25 de julio | 21:15 |
| Ramón Santamarina       | 2 - 2 | Central Córdoba (SdE)     | Municipal General San Martín | 26 de julio | 11:00 |
| Juventud Unida (G)      | 2 - 1 | Unión (MdP)               | De los Eucaliptos            | 26 de julio | 14:30 |
| Patronato               | 3 - 0 | Sportivo Belgrano         | Presbítero Bartolomé Grella  | 26 de julio | 15:00 |
| Douglas Haig            | 1 - 0 | Gimnasia y Esgrima (J)    | Miguel Morales               | 26 de julio | 15:30 |
| Guaraní Antonio Franco  | 2 - 0 | Boca Unidos               | C. A. Fernández de Oliveira  | 26 de julio | 16:00 |
| All Boys                | 0 - 2 | Sportivo Estudiantes (SL) | Islas Malvinas               | 26 de julio | 17:00 |
| Atlético Tucumán        | 2 - 0 | Atlético Paraná           | Monumental José Fierro       | 26 de julio | 17:30 |

| Central Córdoba (SdE)     | 0 - 1 | Chacarita Juniors       | Alfredo Terrera               | 31 de julio | 21:00 |
| Los Andes                 | 2 - 2 | Juventud Unida (G)      | Eduardo Gallardón             | 1 de agosto | 13:00 |
| Ferro Carril Oeste        | 2 - 0 | Ramón Santamarina       | Arquitecto Ricardo Etcheverri | 1 de agosto | 17:45 |
| Unión (MdP)               | 1 - 1 | Patronato               | José María Minella            | 1 de agosto | 20:00 |
| Sportivo Estudiantes (SL) | 1 - 2 | Douglas Haig            | El Coliseo                    | 2 de agosto | 12:00 |
| Atlético Paraná           | 3 - 0 | Gimnasia y Esgrima (J)  | Pedro Mutio                   | 2 de agosto | 15:00 |
| Boca Unidos               | 0 - 0 | Independiente Rivadavia | Leoncio Benítez               | 2 de agosto | 15:30 |
| Sportivo Belgrano         | 1 - 2 | All Boys                | Oscar C. Boero                | 2 de agosto | 15:30 |
| Villa Dálmine             | 1 - 0 | Instituto               | El Coliseo de Mitre y Puccini | 2 de agosto | 15:30 |
| Atlético Tucumán          | 0 - 0 | Guillermo Brown         | Monumental José Fierro        | 2 de agosto | 20:00 |
| Gimnasia y Esgrima (M)    | 1 - 0 | Guaraní Antonio Franco  | Víctor Antonio Legrotaglie    | 4 de agosto | 14:00 |

| Independiente Rivadavia | 4 - 2 | Gimnasia y Esgrima (M)    | Bautista Gargantini          | 11 de agosto | 14:05 |
| Juventud Unida (G)      | 2 - 0 | Boca Unidos               | De los Eucaliptos            | 11 de agosto | 14:30 |
| Chacarita Juniors       | 2 - 0 | Ferro Carril Oeste        | Chacarita Juniors            | 11 de agosto | 15:00 |
| Guillermo Brown         | 0 - 3 | Atlético Paraná           | Raúl Conti                   | 11 de agosto | 15:00 |
| Instituto               | 1 - 0 | Atlético Tucumán          | Juan Domingo Perón           | 11 de agosto | 17:10 |
| Patronato               | 2 - 1 | Los Andes                 | Presbítero Bartolomé Grella  | 11 de agosto | 19:20 |
| Ramón Santamarina       | 4 - 1 | Villa Dálmine             | Municipal General San Martín | 11 de agosto | 20:30 |
| All Boys                | 0 - 0 | Unión (MdP)               | Islas Malvinas               | 11 de agosto | 20:30 |
| Douglas Haig            | 1 - 0 | Sportivo Belgrano         | Miguel Morales               | 11 de agosto | 20:30 |
| Guaraní Antonio Franco  | 0 - 1 | Central Córdoba (SdE)     | C. A. Fernández de Oliveira  | 11 de agosto | 21:00 |
| Gimnasia y Esgrima (J)  | 0 - 0 | Sportivo Estudiantes (SL) | 23 de agosto                 | 11 de agosto | 21:30 |

| Ferro Carril Oeste     | 1 - 0 | Guaraní Antonio Franco    | Arquitecto Ricardo Etcheverri | 16 de agosto | 13:00 |
| Guillermo Brown        | 1 - 2 | Instituto                 | Raúl Conti                    | 16 de agosto | 15:00 |
| Boca Unidos            | 0 - 0 | Patronato                 | Leoncio Benítez               | 16 de agosto | 15:05 |
| Gimnasia y Esgrima (M) | 1 - 1 | Juventud Unida (G)        | Víctor Antonio Legrotaglie    | 16 de agosto | 16:00 |
| Sportivo Belgrano      | 2 - 1 | Gimnasia y Esgrima (J)    | Oscar C. Boero                | 16 de agosto | 16:00 |
| Villa Dálmine          | 0 - 0 | Chacarita Juniors         | El Coliseo de Mitre y Puccini | 16 de agosto | 17:10 |
| Unión (MdP)            | 0 - 0 | Douglas Haig              | José María Minella            | 16 de agosto | 18:30 |
| Atlético Tucumán       | 2 - 1 | Ramón Santamarina         | Monumental José Fierro        | 16 de agosto | 21:30 |
| Los Andes              | 1 - 0 | All Boys                  | Eduardo Gallardón             | 17 de agosto | 15:00 |
| Central Córdoba (SdE)  | 1 - 3 | Independiente Rivadavia   | Alfredo Terrera               | 17 de agosto | 16:00 |
| Atlético Paraná        | 1 - 1 | Sportivo Estudiantes (SL) | Pedro Mutio                   | 17 de agosto | 16:00 |

| Gimnasia y Esgrima (J)    | 0 - 0 | Unión (MdP)            | 23 de agosto                 | 21 de agosto | 21:30 |
| All Boys                  | 2 - 0 | Boca Unidos            | Islas Malvinas               | 22 de agosto | 15:00 |
| Independiente Rivadavia   | 0 - 2 | Ferro Carril Oeste     | Bautista Gargantini          | 22 de agosto | 16:00 |
| Instituto                 | 0 - 0 | Atlético Paraná        | Juan Domingo Perón           | 22 de agosto | 18:00 |
| Ramón Santamarina         | 1 - 4 | Guillermo Brown        | Municipal General San Martín | 22 de agosto | 19:30 |
| Douglas Haig              | 0 - 0 | Los Andes              | Miguel Morales               | 23 de agosto | 13:00 |
| Juventud Unida (G)        | 0 - 0 | Central Córdoba (SdE)  | De los Eucaliptos            | 23 de agosto | 14:30 |
| Patronato                 | 1 - 0 | Gimnasia y Esgrima (M) | Presbítero Bartolomé Grella  | 23 de agosto | 19:30 |
| Sportivo Estudiantes (SL) | 1 - 1 | Sportivo Belgrano      | Juan Gilberto Funes          | 24 de agosto | 15:00 |
| Chacarita Juniors         | 1 - 3 | Atlético Tucumán       | Chacarita Juniors            | 24 de agosto | 16:00 |
| Guaraní Antonio Franco    | 1 - 1 | Villa Dálmine          | C. A. Fernández de Oliveira  | 24 de agosto | 21:00 |

| Central Córdoba (SdE)  | 0 - 0 | Patronato                 | Alfredo Terrera               | 28 de agosto | 21:00 |
| Gimnasia y Esgrima (M) | 1 - 2 | All Boys                  | Víctor Antonio Legrotaglie    | 29 de agosto | 15:30 |
| Atlético Paraná        | 2 - 1 | Sportivo Belgrano         | Pedro Mutio                   | 29 de agosto | 16:00 |
| Instituto              | 3 - 2 | Ramón Santamarina         | Juan Domingo Perón            | 29 de agosto | 19:30 |
| Los Andes              | 1 - 0 | Gimnasia y Esgrima (J)    | Eduardo Gallardón             | 30 de agosto | 13:00 |
| Boca Unidos            | 0 - 0 | Douglas Haig              | Leoncio Benítez               | 30 de agosto | 15:30 |
| Guillermo Brown        | 1 - 0 | Chacarita Juniors         | Raúl Conti                    | 30 de agosto | 16:00 |
| Villa Dálmine          | 0 - 0 | Independiente Rivadavia   | El Coliseo de Mitre y Puccini | 30 de agosto | 16:30 |
| Atlético Tucumán       | 3 - 0 | Guaraní Antonio Franco    | Monumental José Fierro        | 30 de agosto | 17:00 |
| Unión (MdP)            | 1 - 1 | Sportivo Estudiantes (SL) | José María Minella            | 30 de agosto | 18:00 |
| Ferro Carril Oeste     | 3 - 1 | Juventud Unida (G)        | Arquitecto Ricardo Etcheverri | 31 de agosto | 18:00 |

| Chacarita Juniors         | 1 - 0 | Instituto              | Chacarita Juniors            | 5 de septiembre | 13:00 |
| All Boys                  | 2 - 0 | Central Córdoba (SdE)  | Islas Malvinas               | 5 de septiembre | 17:00 |
| Ramón Santamarina         | 1 - 1 | Atlético Paraná        | Municipal General San Martín | 5 de septiembre | 19:30 |
| Juventud Unida (G)        | 0 - 0 | Villa Dálmine          | De los Eucaliptos            | 6 de septiembre | 13:00 |
| Sportivo Estudiantes (SL) | 3 - 1 | Los Andes              | El Coliseo                   | 6 de septiembre | 15:00 |
| Guaraní Antonio Franco    | 2 - 1 | Guillermo Brown        | C. A. Fernández de Oliveira  | 6 de septiembre | 16:00 |
| Douglas Haig              | 2 - 0 | Gimnasia y Esgrima (M) | Miguel Morales               | 6 de septiembre | 16:00 |
| Sportivo Belgrano         | 1 - 0 | Unión (MdP)            | Oscar C. Boero               | 6 de septiembre | 17:00 |
| Gimnasia y Esgrima (J)    | 2 - 0 | Boca Unidos            | 23 de agosto                 | 6 de septiembre | 17:00 |
| Independiente Rivadavia   | 1 - 3 | Atlético Tucumán       | Bautista Gargantini          | 6 de septiembre | 18:00 |
| Patronato                 | 0 - 0 | Ferro Carril Oeste     | Presbítero Bartolomé Grella  | 6 de septiembre | 21:30 |

| Los Andes              | 2 - 1 | Sportivo Belgrano         | Eduardo Gallardón             | 11 de septiembre | 16:00 |
| Central Córdoba (SdE)  | 0 - 2 | Douglas Haig              | Alfredo Terrera               | 11 de septiembre | 21:00 |
| Instituto              | 0 - 1 | Guaraní Antonio Franco    | Juan Domingo Perón            | 11 de septiembre | 21:00 |
| Villa Dálmine          | 1 - 0 | Patronato                 | El Coliseo de Mitre y Puccini | 12 de septiembre | 14:00 |
| Atlético Paraná        | 3 - 0 | Unión (MdP)               | Pedro Mutio                   | 12 de septiembre | 17:00 |
| Atlético Tucumán       | 2 - 0 | Juventud Unida (G)        | Monumental José Fierro        | 12 de septiembre | 18:00 |
| Ramón Santamarina      | 2 - 0 | Chacarita Juniors         | Municipal General San Martín  | 12 de septiembre | 20:30 |
| Boca Unidos            | 1 - 0 | Sportivo Estudiantes (SL) | Leoncio Benítez               | 13 de septiembre | 11:00 |
| Guillermo Brown        | 0 - 2 | Independiente Rivadavia   | Raúl Conti                    | 13 de septiembre | 11:00 |
| Ferro Carril Oeste     | 2 - 1 | All Boys                  | Arquitecto Ricardo Etcheverri | 13 de septiembre | 14:30 |
| Gimnasia y Esgrima (M) | 4 - 1 | Gimnasia y Esgrima (J)    | Víctor Antonio Legrotaglie    | 13 de septiembre | 15:30 |

| Gimnasia y Esgrima (J)    | 0 - 0 | Central Córdoba (SdE)  | 23 de agosto                | 17 de septiembre | 21:30 |
| Chacarita Juniors         | 1 - 0 | Atlético Paraná        | Chacarita Juniors           | 18 de septiembre | 16:00 |
| Unión (MdP)               | 1 - 1 | Los Andes              | José María Minella          | 18 de septiembre | 17:00 |
| Douglas Haig              | 0 - 2 | Ferro Carril Oeste     | Miguel Morales              | 18 de septiembre | 19:10 |
| All Boys                  | 1 - 0 | Villa Dálmine          | Islas Malvinas              | 18 de septiembre | 20:00 |
| Guaraní Antonio Franco    | 2 - 0 | Ramón Santamarina      | C. A. Fernández de Oliveira | 18 de septiembre | 21:00 |
| Sportivo Belgrano         | 1 - 2 | Boca Unidos            | Oscar C. Boero              | 18 de septiembre | 21:00 |
| Sportivo Estudiantes (SL) | 2 - 0 | Gimnasia y Esgrima (M) | El Coliseo                  | 18 de septiembre | 21:00 |
| Independiente Rivadavia   | 0 - 1 | Instituto              | Bautista Gargantini         | 18 de septiembre | 21:05 |
| Patronato                 | 0 - 0 | Atlético Tucumán       | Presbítero Bartolomé Grella | 18 de septiembre | 21:30 |
| Juventud Unida (G)        | 1 - 0 | Guillermo Brown        | De los Eucaliptos           | 19 de septiembre | 15:00 |

| Villa Dálmine          | 0 - 0 | Douglas Haig              | El Coliseo de Mitre y Puccini | 22 de septiembre | 19:00 |
| Central Córdoba (SdE)  | 0 - 1 | Sportivo Estudiantes (SL) | Alfredo Terrera               | 22 de septiembre | 21:00 |
| Ferro Carril Oeste     | 2 - 0 | Gimnasia y Esgrima (J)    | Arquitecto Ricardo Etcheverri | 22 de septiembre | 21:10 |
| Gimnasia y Esgrima (M) | 2 - 1 | Sportivo Belgrano         | Víctor Antonio Legrotaglie    | 23 de septiembre | 14:00 |
| Guillermo Brown        | 1 - 1 | Patronato                 | Raúl Conti                    | 23 de septiembre | 14:00 |
| Boca Unidos            | 3 - 0 | Unión (MdP)               | Leoncio Benítez               | 23 de septiembre | 16:00 |
| Chacarita Juniors      | 3 - 1 | Guaraní Antonio Franco    | Chacarita Juniors             | 23 de septiembre | 16:10 |
| Atlético Paraná        | 2 - 1 | Los Andes                 | Pedro Mutio                   | 23 de septiembre | 18:20 |
| Atlético Tucumán       | 2 - 1 | All Boys                  | Monumental José Fierro        | 23 de septiembre | 20:30 |
| Ramón Santamarina      | 4 - 2 | Independiente Rivadavia   | Municipal General San Martín  | 23 de septiembre | 20:30 |
| Instituto              | 2 - 1 | Juventud Unida (G)        | Juan Domingo Perón            | 24 de septiembre | 21:00 |

| Los Andes                 | 1 - 2 | Boca Unidos            | Eduardo Gallardón           | 27 de septiembre | 14:00 |
| Sportivo Estudiantes (SL) | 2 - 0 | Ferro Carril Oeste     | El Coliseo                  | 27 de septiembre | 15:00 |
| Independiente Rivadavia   | 1 - 1 | Chacarita Juniors      | Bautista Gargantini         | 27 de septiembre | 16:00 |
| Douglas Haig              | 1 - 4 | Atlético Tucumán       | Miguel Morales              | 27 de septiembre | 16:00 |
| All Boys                  | 0 - 1 | Guillermo Brown        | Islas Malvinas              | 27 de septiembre | 17:00 |
| Sportivo Belgrano         | 1 - 2 | Central Córdoba (SdE)  | Oscar C. Boero              | 27 de septiembre | 19:30 |
| Juventud Unida (G)        | 0 - 1 | Ramón Santamarina      | De los Eucaliptos           | 28 de septiembre | 14:00 |
| Unión (MdP)               | 0 - 1 | Gimnasia y Esgrima (M) | José María Minella          | 28 de septiembre | 18:00 |
| Guaraní Antonio Franco    | 2 - 0 | Atlético Paraná        | C. A. Fernández de Oliveira | 28 de septiembre | 21:00 |
| Patronato                 | 3 - 1 | Instituto              | Presbítero Bartolomé Grella | 28 de septiembre | 21:10 |
| Gimnasia y Esgrima (J)    | 1 - 0 | Villa Dálmine          | 23 de agosto                | 23 de octubre    | 21:30 |

| Gimnasia y Esgrima (M) | 1 - 1 | Los Andes                 | Víctor Antonio Legrotaglie    | 3 de octubre | 14:00 |
| Chacarita Juniors      | 2 - 1 | Juventud Unida (G)        | Chacarita Juniors             | 3 de octubre | 16:00 |
| Ramón Santamarina      | 0 - 1 | Patronato                 | Municipal General San Martín  | 3 de octubre | 18:30 |
| Villa Dálmine          | 3 - 0 | Sportivo Estudiantes (SL) | El Coliseo de Mitre y Puccini | 3 de octubre | 20:30 |
| Guaraní Antonio Franco | 2 - 0 | Independiente Rivadavia   | C. A. Fernández de Oliveira   | 3 de octubre | 21:00 |
| Instituto              | 1 - 1 | All Boys                  | Juan Domingo Perón            | 4 de octubre | 15:00 |
| Guillermo Brown        | 0 - 0 | Douglas Haig              | Raúl Conti                    | 4 de octubre | 16:00 |
| Atlético Paraná        | 1 - 1 | Boca Unidos               | Pedro Mutio                   | 4 de octubre | 17:00 |
| Ferro Carril Oeste     | 3 - 2 | Sportivo Belgrano         | Arquitecto Ricardo Etcheverri | 4 de octubre | 17:15 |
| Central Córdoba (SdE)  | 2 - 0 | Unión (MdP)               | Alfredo Terrera               | 4 de octubre | 20:30 |
| Atlético Tucumán       | 1 - 0 | Gimnasia y Esgrima (J)    | Monumental José Fierro        | 4 de octubre | 21:30 |

| Los Andes                 | 1 - 1 | Central Córdoba (SdE)  | Eduardo Gallardón           | 10 de octubre | 15:00 |
| All Boys                  | 2 - 1 | Ramón Santamarina      | Islas Malvinas              | 10 de octubre | 17:00 |
| Independiente Rivadavia   | 0 - 0 | Atlético Paraná        | Bautista Gargantini         | 10 de octubre | 18:00 |
| Unión (MdP)               | 0 - 0 | Ferro Carril Oeste     | José María Minella          | 10 de octubre | 20:40 |
| Sportivo Estudiantes (SL) | 1 - 1 | Atlético Tucumán       | El Coliseo                  | 11 de octubre | 15:00 |
| Juventud Unida (G)        | 1 - 0 | Guaraní Antonio Franco | De los Eucaliptos           | 11 de octubre | 16:00 |
| Gimnasia y Esgrima (J)    | 1 - 0 | Guillermo Brown        | 23 de agosto                | 11 de octubre | 17:00 |
| Sportivo Belgrano         | 3 - 3 | Villa Dálmine          | Oscar C. Boero              | 11 de octubre | 18:00 |
| Douglas Haig              | 1 - 1 | Instituto              | Miguel Morales              | 11 de octubre | 18:15 |
| Patronato                 | 6 - 2 | Chacarita Juniors      | Presbítero Bartolomé Grella | 11 de octubre | 18:30 |
| Boca Unidos               | 1 - 1 | Gimnasia y Esgrima (M) | Leoncio Benítez             | 12 de octubre | 16:00 |

| Chacarita Juniors       | 3 - 1 | All Boys                  | Chacarita Juniors             | 17 de octubre | 13:00 |
| Villa Dálmine           | 2 - 0 | Unión (MdP)               | El Coliseo de Mitre y Puccini | 17 de octubre | 15:30 |
| Atlético Paraná         | 1 - 0 | Gimnasia y Esgrima (M)    | Pedro Mutio                   | 17 de octubre | 17:00 |
| Instituto               | 3 - 1 | Gimnasia y Esgrima (J)    | Juan Domingo Perón            | 17 de octubre | 18:00 |
| Ferro Carril Oeste      | 1 - 1 | Los Andes                 | Arquitecto Ricardo Etcheverri | 18 de octubre | 17:00 |
| Guillermo Brown         | 0 - 2 | Sportivo Estudiantes (SL) | Raúl Conti                    | 18 de octubre | 17:00 |
| Independiente Rivadavia | 2 - 1 | Juventud Unida (G)        | Bautista Gargantini           | 18 de octubre | 18:00 |
| Guaraní Antonio Franco  | 1 - 1 | Patronato                 | C. A. Fernández de Oliveira   | 18 de octubre | 19:15 |
| Central Córdoba (SdE)   | 1 - 0 | Boca Unidos               | Alfredo Terrera               | 18 de octubre | 20:30 |
| Atlético Tucumán        | 2 - 0 | Sportivo Belgrano         | Monumental José Fierro        | 18 de octubre | 21:30 |
| Ramón Santamarina       | 0 - 0 | Douglas Haig              | Municipal General San Martín  | 19 de octubre | 18:00 |

| Los Andes                 | 0 - 1 | Villa Dálmine           | Eduardo Gallardón           | 31 de octubre  | 13:00 |
| All Boys                  | 2 - 0 | Guaraní Antonio Franco  | Islas Malvinas              | 31 de octubre  | 17:00 |
| Unión (MdP)               | 1 - 2 | Atlético Tucumán        | José María Minella          | 31 de octubre  | 21:30 |
| Juventud Unida (G)        | 0 - 1 | Atlético Paraná         | De los Eucaliptos           | 1 de noviembre | 15:45 |
| Douglas Haig              | 2 - 1 | Chacarita Juniors       | Miguel Morales              | 1 de noviembre | 15:45 |
| Boca Unidos               | 0 - 0 | Ferro Carril Oeste      | Leoncio Benítez             | 1 de noviembre | 16:00 |
| Gimnasia y Esgrima (M)    | 0 - 1 | Central Córdoba (SdE)   | Víctor Antonio Legrotaglie  | 1 de noviembre | 16:00 |
| Gimnasia y Esgrima (J)    | 1 - 1 | Ramón Santamarina       | 23 de agosto                | 1 de noviembre | 17:00 |
| Sportivo Estudiantes (SL) | 1 - 3 | Instituto               | El Coliseo                  | 1 de noviembre | 18:10 |
| Patronato                 | 1 - 0 | Independiente Rivadavia | Presbítero Bartolomé Grella | 1 de noviembre | 20:30 |
| Sportivo Belgrano         | 0 - 2 | Guillermo Brown         | Oscar C. Boero              | 1 de noviembre | 20:30 |

| Chacarita Juniors       | 0 - 2 | Gimnasia y Esgrima (J)    | Chacarita Juniors             | 7 de noviembre | 14:00 |
| Villa Dálmine           | 1 - 2 | Boca Unidos               | El Coliseo de Mitre y Puccini | 7 de noviembre | 16:15 |
| Independiente Rivadavia | 0 - 0 | All Boys                  | Bautista Gargantini           | 7 de noviembre | 16:30 |
| Juventud Unida (G)      | 1 - 1 | Patronato                 | De los Eucaliptos             | 8 de noviembre | 16:00 |
| Guillermo Brown         | 2 - 0 | Unión (MdP)               | Raúl Conti                    | 8 de noviembre | 17:00 |
| Instituto               | 1 - 1 | Sportivo Belgrano         | Juan Domingo Perón            | 8 de noviembre | 17:00 |
| Atlético Paraná         | 1 - 1 | Central Córdoba (SdE)     | Pedro Mutio                   | 8 de noviembre | 17:00 |
| Ferro Carril Oeste      | 1 - 0 | Gimnasia y Esgrima (M)    | Arquitecto Ricardo Etcheverri | 8 de noviembre | 17:00 |
| Guaraní Antonio Franco  | 4 - 0 | Douglas Haig              | C. A. Fernández de Oliveira   | 8 de noviembre | 17:00 |
| Atlético Tucumán        | 5 - 0 | Los Andes                 | Monumental José Fierro        | 8 de noviembre | 20:30 |
| Ramón Santamarina       | 1 - 0 | Sportivo Estudiantes (SL) | Municipal General San Martín  | 9 de noviembre | 20:30 |

| Boca Unidos               | 0 - 0 | Atlético Tucumán        | Leoncio Benítez             | 14 de noviembre | 17:00 |
| All Boys                  | 0 - 1 | Juventud Unida (G)      | Islas Malvinas              | 14 de noviembre | 17:00 |
| Patronato                 | 2 - 1 | Atlético Paraná         | Presbítero Bartolomé Grella | 14 de noviembre | 21:30 |
| Unión (MdP)               | 2 - 2 | Instituto               | José María Minella          | 15 de noviembre | 17:00 |
| Sportivo Estudiantes (SL) | 3 - 2 | Chacarita Juniors       | El Coliseo                  | 15 de noviembre | 17:00 |
| Sportivo Belgrano         | 2 - 0 | Ramón Santamarina       | Oscar C. Boero              | 15 de noviembre | 17:00 |
| Gimnasia y Esgrima (J)    | 1 - 0 | Guaraní Antonio Franco  | 23 de agosto                | 15 de noviembre | 17:00 |
| Central Córdoba (SdE)     | 1 - 0 | Ferro Carril Oeste      | Alfredo Terrera             | 15 de noviembre | 17:00 |
| Gimnasia y Esgrima (M)    | 1 - 0 | Villa Dálmine           | Víctor Antonio Legrotaglie  | 15 de noviembre | 17:00 |
| Los Andes                 | 2 - 2 | Guillermo Brown         | Eduardo Gallardón           | 15 de noviembre | 17:00 |
| Douglas Haig              | 3 - 1 | Independiente Rivadavia | Miguel Morales              | 15 de noviembre | 17:30 |

| 1. 2. 3. |

## Torneo reducido
Los equipos ubicados del 2.° al 5.° lugar de la tabla final de posiciones participaron del reducido. El mismo consistió en un minitorneo por eliminación directa que inició enfrentándose en semifinales. Las series se definieron en partidos de ida y vuelta, y los ganadores llegaron a la final. El equipo que finalizó el torneo regular mejor posicionado que su adversario cerró la llave como local. En caso de empate en puntos y sin diferencia de gol al cabo del segundo partido, se ejecutó una serie de tiros desde el punto penal.
El ganador del minitorneo obtuvo el segundo ascenso y jugó la temporada siguiente en la Primera División.

### Cuadro de desarrollo
|  | Semifinales          | Semifinales          | Semifinales          |   |                | Final                            | Final                            | Final                            |  |
|  | 19 y 25 de noviembre | 19 y 25 de noviembre | 19 y 25 de noviembre |   |                | 29 de noviembre y 6 de diciembre | 29 de noviembre y 6 de diciembre | 29 de noviembre y 6 de diciembre |  |
|  |                      |                      |                      |   |                |                                  |                                  |                                  |  |
|  |                      |                      |                      |   |                |                                  |                                  |                                  |  |
|  | Patronato            | 1                    | 3                    |   |                |                                  |                                  |                                  |  |
|  | Patronato            | 1                    | 3                    |   |                |                                  |                                  |                                  |  |
|  | Instituto            | 1                    | 1                    |   |                |                                  |                                  |                                  |  |
|  | Instituto            | 1                    | 1                    |   | Patronato (p.) | 1                                | 2 (6)                            |                                  |  |
|  |                      |                      |                      |   | Patronato (p.) | 1                                | 2 (6)                            |                                  |  |
|  |                      |                      | Ramón Santamarina    | 3 | 0 (5)          |                                  |                                  |                                  |  |
|  | Ferro Carril Oeste   | 2                    | Ramón Santamarina    | 3 | 0 (5)          | 0                                |                                  |                                  |  |
|  | Ferro Carril Oeste   | 2                    |                      |   |                | 0                                |                                  |                                  |  |
|  | Ramón Santamarina    | 2                    | 2                    |   |                |                                  |                                  |                                  |  |
|  | Ramón Santamarina    | 2                    | 2                    |   |                |                                  |                                  |                                  |  |
|  |                      |                      |                      |   |                |                                  |                                  |                                  |  |

### Semifinales
| Instituto                       | 1 - 1 | Patronato | Juan D. Perón               | 19 de noviembre | 19:00 |
| Patronato                       | 3 - 1 | Instituto | Presbítero Bartolomé Grella | 25 de noviembre | 21:30 |
| Patronato clasificó a la final. |       |           |                             |                 |       |

| Ramón Santamarina                       | 2 - 2 | Ferro Carril Oeste | Municipal Gral. San Martín | 19 de noviembre | 21:15 |
| Ferro Carril Oeste                      | 0 - 2 | Ramón Santamarina  | Arq. Ricardo Etcheverri    | 25 de noviembre | 19:00 |
| Ramón Santamarina clasificó a la final. |       |                    |                            |                 |       |

### Final
| Ramón Santamarina                         | 3 - 1         | Patronato         | Municipal Gral. San Martín  | 29 de noviembre | 20:30 |
| Patronato (p.)                            | (6) 2 - 0 (5) | Ramón Santamarina | Presbítero Bartolomé Grella | 6 de diciembre  | 19:15 |
| Patronato ascendió a la Primera División. |               |                   |                             |                 |       |

## Tabla de promedios
| Pos  | Equipo                    | 12/13 | 13/14 | 14 | 15 | Total | PJ  | Promedio |
| ---- | ------------------------- | ----- | ----- | -- | -- | ----- | --- | -------- |
| 01.º | Atlético Tucumán          | 51    | 64    | 29 | 85 | 229   | 142 | 1,612    |
| 02.º | Patronato                 | 56    | 49    | 22 | 82 | 209   | 142 | 1,471    |
| 03.º | Ramón Santamarina         | -     | -     | 24 | 66 | 90    | 62  | 1,451    |
| 04.º | Villa Dálmine             | -     | -     | -  | 60 | 60    | 42  | 1,428    |
| 05.º | Atlético Paraná           | -     | -     | -  | 58 | 58    | 42  | 1,381    |
| 06.º | Gimnasia y Esgrima (J)    | 50    | 61    | 30 | 55 | 196   | 142 | 1,380    |
| 07.º | Sportivo Estudiantes (SL) | -     | -     | -  | 56 | 56    | 42  | 1,333    |
| 08.º | Instituto                 | 39    | 62    | 25 | 62 | 188   | 142 | 1,323    |
| 09.º | Douglas Haig              | 49    | 51    | 25 | 58 | 183   | 142 | 1,288    |
| 10.º | Juventud Unida (G)        | -     | -     | -  | 54 | 54    | 42  | 1,285    |
| 11.º | Los Andes                 | -     | -     | -  | 54 | 54    | 42  | 1,285    |
| 12.º | Ferro Carril Oeste        | 43    | 55    | 16 | 67 | 181   | 142 | 1,274    |
| 13.º | Boca Unidos               | 45    | 54    | 27 | 54 | 180   | 142 | 1,267    |
| 14.º | Independiente Rivadavia   | 48    | 55    | 22 | 51 | 176   | 142 | 1,239    |
| 15.º | Central Córdoba (SdE)     | -     | -     | -  | 51 | 51    | 42  | 1,214    |
| 16.º | All Boys                  | -     | -     | 22 | 53 | 75    | 62  | 1,209    |
| 17.º | Chacarita Juniors         | -     | -     | -  | 50 | 50    | 42  | 1,190    |
| 18.º | Guillermo Brown           | -     | -     | -  | 48 | 48    | 42  | 1,142    |
| 19.º | Gimnasia y Esgrima (M)    | -     | -     | -  | 48 | 48    | 42  | 1,142    |
| 20.º | Guaraní Antonio Franco    | -     | -     | 18 | 50 | 68    | 62  | 1,096    |
| 21.º | Sportivo Belgrano         | -     | 53    | 17 | 40 | 110   | 104 | 1,057    |
| 22.º | Unión (MdP)               | -     | -     | -  | 37 | 37    | 42  | 0,881    |

|  |

|  |                                                                         |
|  | Ganó el partido desempate para definir el descenso al Torneo Federal A. |
|  | Descendieron al Torneo Federal A.                                       |

### Partido de desempate
| Gimnasia y Esgrima (M)                                | (5) 1 - 1 (6) | Guillermo Brown | Diego A. Maradona | 25 de noviembre |  |
| Gimnasia y Esgrima (M) descendió al Torneo Federal A. |               |                 |                   |                 |  |

## Entrenadores
| Listado de entrenadores                            | Listado de entrenadores                                 | Listado de entrenadores |
| Equipo                                             | Entrenador/es                                           | Fechas                  |
| -------------------------------------------------- | ------------------------------------------------------- | ----------------------- |
| All Boys                                           | Gabriel Perrone                                         | 1.ª a 15.ª              |
| All Boys                                           | Néstor Di Benedetto (interino)                          | 16.ª                    |
| All Boys                                           | José Romero                                             | 17.ª a 42.ª             |
| Atlético Paraná                                    | Edgardo Cervilla                                        | 1.ª a 42.ª              |
| Atlético Tucumán                                   | Juan Manuel Azconzábal                                  | 1.ª a 42.ª              |
| Boca Unidos                                        | Carlos Trullet                                          | 1.ª a 9.ª               |
| Boca Unidos                                        | Roberto Saucedo (interino)                              | 10.ª a 24.ª             |
| Boca Unidos                                        | Ricardo Rodríguez                                       | 25.ª a 42.ª             |
| Central Córdoba (SdE)                              | Víctor Riggio                                           | 1.ª a 8.ª               |
| Central Córdoba (SdE)                              | José Yocca (interino)                                   | 9.ª                     |
| Central Córdoba (SdE)                              | Luis Medero                                             | 10.ª a 42.ª             |
| Chacarita Juniors                                  | Aníbal Biggeri                                          | 1.ª a 24.ª              |
| Chacarita Juniors                                  | Fernando Gamboa                                         | 25.ª a 42.ª             |
| Douglas Haig                                       | Andrés Guglielminpietro                                 | 1.ª a 20.ª              |
| Douglas Haig                                       | Felipe De la Riva                                       | 21.ª a 42.ª             |
| Ferro Carril Oeste                                 | Marcelo Broggi                                          | 1.ª a 42.ª              |
| Gimnasia y Esgrima (J)                             | Sebastián Méndez                                        | 1.ª a 23.ª              |
| Gimnasia y Esgrima (J)                             | Carlos Rosas (interino)                                 | 24.ª                    |
| Gimnasia y Esgrima (J)                             | Gabriel Schürrer                                        | 25.ª a 42.ª             |
| Gimnasia y Esgrima (M)                             | Sergio Arias                                            | 1.ª a 28.ª              |
| Gimnasia y Esgrima (M)                             | Javier Kola (interino)                                  | 29.ª y 30.ª             |
| Gimnasia y Esgrima (M)                             | Omar Labruna                                            | 31.ª a 42.ª             |
| Guaraní Antonio Franco                             | José María Bianco                                       | 1.ª a 12.ª              |
| Guaraní Antonio Franco                             | Telmo Gómez (interino)                                  | 13.ª a 15.ª             |
| Guaraní Antonio Franco                             | Humberto Zuccarelli Martín Zuccarelli                   | 16.ª a 42.ª             |
| Guillermo Brown                                    | Andrés Yllana                                           | 1.ª a 21.ª              |
| Guillermo Brown                                    | Eduardo Castro (interino)                               | 22.ª                    |
| Guillermo Brown                                    | Marcelo Fuentes                                         | 23.ª a 39.ª             |
| Guillermo Brown                                    | Eduardo Castro (interino)                               | 40.ª a 42.ª             |
| Independiente Rivadavia                            | Daniel Garnero                                          | 1.ª a 12.ª              |
| Independiente Rivadavia                            | Pablo Quinteros (interino)                              | 13.ª a 42.ª             |
| Instituto                                          | Carlos Mazzola                                          | 1.ª a 13.ª              |
| Instituto                                          | Claudio De María (interino) Marcelo Arce (interino)     | 14.ª                    |
| Instituto                                          | Héctor Rivoira                                          | 15.ª a 42.ª             |
| Juventud Unida (G)                                 | Norberto Acosta                                         | 1.ª a 42.ª              |
| Los Andes                                          | Fabián Nardozza                                         | 1.ª a 42.ª              |
| Patronato                                          | Iván Delfino                                            | 1.ª a 42.ª              |
| Ramón Santamarina                                  | Gustavo Coleoni                                         | 1.ª a 42.ª              |
| Sportivo Belgrano                                  | Nahuel Martínez                                         | 1.ª a 7.ª               |
| Sportivo Belgrano                                  | Sebastián Scolari (interino)                            | 8.ª y 9.ª               |
| Sportivo Belgrano                                  | Carlos Trullet                                          | 10.ª a 29.ª             |
| Sportivo Belgrano                                  | Sebastián Scolari (interino) Luciano Theiler (interino) | 30.ª                    |
| Sportivo Belgrano                                  | Luis Sosa Cosme Zaccanti                                | 31.ª a 36.ª             |
| Sportivo Belgrano                                  | Arnaldo Sialle                                          | 37.ª a 42.ª             |
| Sportivo Estudiantes (SL)                          | Darío Ortiz                                             | 1.ª a 27.ª              |
| Sportivo Estudiantes (SL)                          | Héctor Arzubialde                                       | 28.ª a 42.ª             |
| Unión (MdP)                                        | Gustavo Noto                                            | 1.ª a 33.ª              |
| Unión (MdP)                                        | Walter Otta                                             | 34.ª a 42.ª             |
| Villa Dálmine                                      | Sergio Rondina                                          | 1.ª a 42.ª              |
| 1. 2. 3. 4. 5. 6. 7. 8. 9. 10. 11. 12. 13. 14. 15. |                                                         |                         |

## Goleadores
| Jugador           | Equipo             | Goles | Jugada | Cabeza | T. libre | Penal |
| ----------------- | ------------------ | ----- | ------ | ------ | -------- | ----- |
| Fernando Zampedri | Juventud Unida (G) | 25    | 17     | 2      | 0        | 6     |
| Fernando Telechea | Ramón Santamarina  | 22    | 16     | 4      | 0        | 2     |
| Luis Salmerón     | Ferro Carril Oeste | 18    | 12     | 2      | 0        | 4     |
| Luis Rodríguez    | Atlético Tucumán   | 17    | 9      | 2      | 3        | 3     |
| Juan Martín       | Douglas Haig       | 15    | 10     | 2      | 0        | 3     |
| Alejandro Noriega | Los Andes          | 15    | 6      | 4      | 0        | 5     |

- Fuente: www.afa.org.ar